# Transports en commun d'Aix-les-Bains
Pour les articles homonymes, voir Ondéa.
Ondéa Grand Lac est une marque déposée par la communauté d'agglomération Grand Lac, qui désigne sous ce nom le réseau de transport en commun d’Aix-les-Bains et de ses environs. Commercialisé sous ce nom depuis 2008, il se compose, depuis sa dernière restructuration au 4 juillet 2023, de trois lignes urbaines structurantes en semaine et une les dimanches et jours fériés, deux lignes complémentaires, et 57 lignes de proximité à vocation scolaire.
Son exploitation est assurée par la Compagnie des Transports du Lac du Bourget (CTLB), filiale du groupe RATP, dans le cadre d’un contrat de délégation de service public de 7 ans depuis le 1er janvier 2022. Sept transporteurs locaux sont chargés de l’exploitation d’une partie des lignes de proximité avec des contrats de sous-traitance. Le parc de véhicules se compose, à l’hiver 2022, de 38 véhicules mis à disposition de la CTLB par la communauté d’agglomération et d’un certain nombre d’autocars, propriétés des sous-traitants.
Il est complété par un service de transport à la demande, baptisé Mobéa, et d’un service de location de vélos, commercialisé sous la marque Vélodéa, qui propose des VAE en location courte et moyenne durée depuis une agence multi-services située face à la gare d'Aix-les-Bains-Le Revard.
Le réseau a été connu sous d’autres noms au fil du temps, à savoir le Service Urbain Aixois (SUA) de 1975 à 1987, puis ST2A de cette date à 2008.

## Histoire

### Des omnibus aux tramways
Un réseau de tramway, succédant à un service d'omnibus à chevaux, a fonctionné de 1897 à 1908.

### Du Car Ripert à l'autobus
Après la suppression du tramway, le service est assuré à partir de 1913 à l'aide d'omnibus à traction automobile de type Car Ripert, l'exploitation étant confié à la société anonyme M. Martin de Grenoble.
Durant les années 1920, plusieurs compagnies se sont battues pour obtenir la concession du réseau. Parmi ces entreprises, les deux plus importantes étaient Carrière et Mironneau. Depuis 1922, c'est Mironneau qui se charge de l'exploitation du réseau. Les autocars Carrière détournent de leur côté des lignes d'excursions saisonnières pour créer une concurrence avec le réseau de Mironneau. Ce dernier engage alors un procès contre la ville, lui reprochant de ne pas respecter le cahier des charges. Les cars Mironneau gagnent leur procès obtiennent 150 000 Anciens francs de dommages et intérêt.
En 1927, un service d'autobus est créé et exploité par les cars Mironneau. Composé de quatre lignes, il est assuré à l'aide de six véhicules de 35 à 40 places pour les lignes plus importantes et de 14 à 16 places pour les lignes secondaires. L'itinéraire des lignes est déterminé conjointement par le conseil municipal d'Aix-les-Bains et l'exploitant. Ce premier réseau connaît un franc succès. En 1932, en même temps que la réhabilitation du parc floral des Thermes, des kiosques sont créés et accueilleront par la suite l'agence commerciale du réseau.

### De l'UATUT à Mironneau
En 1935, le réseau change d'exploitant pour l'Union Aixoise des transports urbains (UATUT) et le réseau est entièrement restructuré, passant de quatre lignes (1 à 4) à six lignes (A à F), mais avec un faible succès car principalement orienté vers les touristes et la fréquentation va progressivement chuter jusqu'au début de la Seconde Guerre mondiale, le réseau étant détrôné, pour les pauvres par le vélo et pour les riches par l'automobile. En 1939, seules trois lignes restent en service et le réseau est suspendu en 1940 en raison des réquisitions des véhicules. Cette absence de réseau a été palliée de façon improvisée par d'autres sociétés.
L'exploitation du réseau reprend, en 1949, par la même société qu'avant-guerre avec trois lignes sommaires et des nouveaux autobus, dont quatre Berliet PCK. L'expansion de l'automobile et la détérioration de l'image des transports publics qui s'y accompagne font que la fréquentation du réseau reste faible et cette situation s'aggrave durant les années 1950.
À la suite d'un appel d'offres passé en 1954 l'UATUT conserve l'exploitation du réseau qui prend le nom commercial Service urbain de la ville d'Aix-les-Bains (SUVA) et, la même année, le Syndicat intercommunal du Lac du Bourget (SILB) est créé et est composé des communes de Aix-les-Bains, Mouxy et Drumettaz-Clarafond. En 1957, une nouvelle ligne est créée vers le quartier HLM de Marlioz nouvellement crée et le réseau subit quelques améliorations, améliorant un peu la fréquentation.
En 1966, le réseau achète cinq Berliet PCM. En 1968, l'exploitation est confiée aux Cars Franchiolo et le guide horaire est désormais publié deux fois, en été et en hiver. En 1971, l'exploitant change à nouveau pour les Cars Mironneau, qui suppriment la ligne de Grésy-sur-Aix au profit d'une ligne desservant la cité HLM de Lafin, en cours de construction. La même année, un périmètre de transport urbain est constitué, avec les communes de Aix-les-Bains, Tresserve, Drumettaz-Clarafond, Mouxy, Pugny-Chatenod et Trévignin. Le réseau SUVA touche la subvention versée à toutes les agglomérations de plus de 30 000 habitants bénéficiant d'un réseau de transport urbain. En 1973, la gamme tarifaire et revue et l'année suivante une ligne est créée à titre expérimental pour desservir Tresserve et sera pérennisée en 1975 en raison de son succès.

### Le SUA
En 1975, l'exploitation est confiée aux Cars Gonnet qui restructurent le réseau, qui dessert désormais trois communes et qui est rebaptisé Service urbain Aixois (SUA). L'année suivante, les derniers omnibus à traction hippomobile sont retirés du service, ils n'étaient utilisés qu'à but touristique. L'année 1977 marque l'apparition des cartes d'abonnement annuel et des carnet de 10 tickets. En 1978 le réseau dessert les quartiers de Boncelin et du Biollay et Grésy-sur-Aix intègre le périmètre de transport urbain.
En 1979, la fréquentation annuelle est de 110 000 voyageurs. En 1981, la ligne 2 est prolongée au lycée de Marlioz ouvert cette année-là.
Après 1980, la fréquentation du réseau chute. Au début des années 1980, la ville lance un appel d'offres pour l'exploitation du réseau et pallier l'insuffisance de l'offre de transport, la ville ayant besoin d'un réseau global prenant en compte la totalité du Syndicat intercommunal du Lac du Bourget (SILB). En 1986, le SILB devient l'autorité organisatrice de la mobilité en lieu et place de la ville d'Aix-les-Bains.

### Le ST2A
En 1987, le SILB met en place un réseau expérimental de deux lignes nommé ST2A (Service des transports de l'agglomération aixoise) et exploité par la CGFTE, qui connaît un succès immédiat et qui, quelques mois plus tard, compte six lignes. La fréquentation pour cette première année de service a été de 800 000 voyageurs annuels et d'un million trois ans après.
En 1989, une septième ligne est créée et le réseau fonctionne à l'aide d'autobus Heuliez GX 107 et Renault PR 100.2. En 1990 est créée une ligne Express pour desservir Savoie Technolac.
En 1992, le réseau ST2A était composé de 7 lignes :
- Ligne 1 : Supermarché (à certains services) ↔ Laffin ↔ Hôtel de Ville ↔ Lycée de Marlioz ↔ Fournet (à certains services) ;
- Ligne 2 : Plage d'Aix ↔ Hôtel de Ville ↔ Clarafond ;
- Ligne 3 : Lido (Colline du Poète) ↔ Hôtel de Ville ↔ Fressenex ;
- Ligne 4 : Les Confins - Brison-Saint-Innocent ↔ Hôtel de Ville ;
- Ligne 5 : Villarcher ↔ Hôtel de Ville ;
- Ligne 6 : Prés de la Tour ↔ Hôtel de Ville ;
- Ligne 7 : Grésy-sur-Aix ↔ Hôtel de Ville ;
- Desserte du lycée de Marlioz : Prolongements scolaires des lignes 2, 3, 4, 5, 6 et 7 en plus de la desserte régulière de la ligne 1 ;

L'année 1994 voit la création du service de transport à la demande « Allô Bus » sur les communes de Pugny-Chatenod, Trévignin, Montcel, Saint-Offenge-Dessous et Saint-Offenge-Dessus.
En 1997, le parc du réseau se compose de 16 véhicules fonctionnant à l'aquazole.
L'année 2000 voit l'identité visuelle du réseau changer (logo, livrée, slogan) et la ligne 8 desservant Le Bourget-du-Lac est créée. Le site internet est créé l'année suivante.
En 2003, le service « Allô Bus » devient « Créabus » et est étendu aux communes de Ontex, La Chapelle-du-Mont-du-Chat, Bourdeau et Le Bourget-du-Lac, tandis qu'une navette est créée à Aix-les-Bains.
En octobre 2005, la ligne 14 du réseau STAC de Chambéry (Plage ↔ Collège George Sand/Clos Fleuri) est transférée au réseau ST2A et se rajoute aux huit lignes existantes. La fréquentation est de 1,5 million de voyageurs.
Création des lignes 9, 10, 14 Bis et 14 Express en 2006.
Au 4 septembre 2007, pour sa dernière année de service et qui est aussi l'année des 20 ans du ST2A, le réseau se composait des lignes suivantes :
- Ligne 1 : Centre commercial Grésy-sur-Aix (à certains services) ↔ Laffin ↔ Thermes Nationaux ↔ Lycée de Marlioz ↔ Méry-Fournet (à certains services) ;
- Ligne 2 : Plage d'Aix ↔ Thermes Nationaux ↔ Clarafond ;
- Ligne 3 : Lido / Colline du Poète ↔ Thermes Nationaux ↔ Mouxy - La Source ;
- Ligne 4 : Hameau du Brison (à certains services) ↔ Les Confins - Brison-Saint-Innocent ↔ Thermes Nationaux ;
- Ligne 5 : Voglans-Villarcher ↔ Thermes Nationaux ;
- Ligne 6 : Prés de la Tour ↔ Thermes Nationaux ;
- Ligne 7 : Grézy-Mairie ↔ Thermes Nationaux ;
- Ligne 8 : Campus ↔ Thermes Nationaux ;
- Ligne 9 : Collège de Grésy ↔ Mouxy - La Source ;
- Ligne 10 : Collège de Grésy ↔ Aillouds ;
- Ligne 14 : Plage ↔ Collège George Sand/Clos Fleuri ;
- Ligne 14 Bis : La Fosse ↔ Campus ;
- Ligne 14 Express : La Fosse ↔ Lycée Louis Armand ;
- La Navette : Thermes Chevalley ↔ Thermes de Marlioz ↔ Thermes Nationaux ;
- Ligne Dimanche 1 : Drumettaz HLM ↔ Thermes nationaux ↔ Laffin ;
- Ligne Dimanche 2 : Clarafond/Frésenex ↔ Thermes nationaux ↔ Plage ;
- Ligne Dimanche 3 : Thermes nationaux ↔ Tresserve - Chemin sous Bois / Colline du Poète ;
- Ligne scolaire A : Boulevard Lepic ↔ Collège Garibaldi ;
- Ligne scolaire B : Rue Beauharnais / Laffin ↔ Collège Garibaldi ;
- Ligne scolaire C : Boulevard de Russie / Pompiers ↔ Collège Garibaldi ;
- Ligne scolaire E : Collège Garibaldi ↔ Lycée de Marlioz ;
- Ligne scolaire F : Colline du poète ↔ Tresserve - Mairie ↔ Collège Garibaldi ;
- Ligne à la demande Flanc du Revard ;
- Ligne à la demande Chapelle Mont du Chat ;
- Créabus : Transport à la demande sur 9 communes de l'agglomération aixoise ;

### L'époque Keolis

Logo Ondéa entre 2008 et 2015.

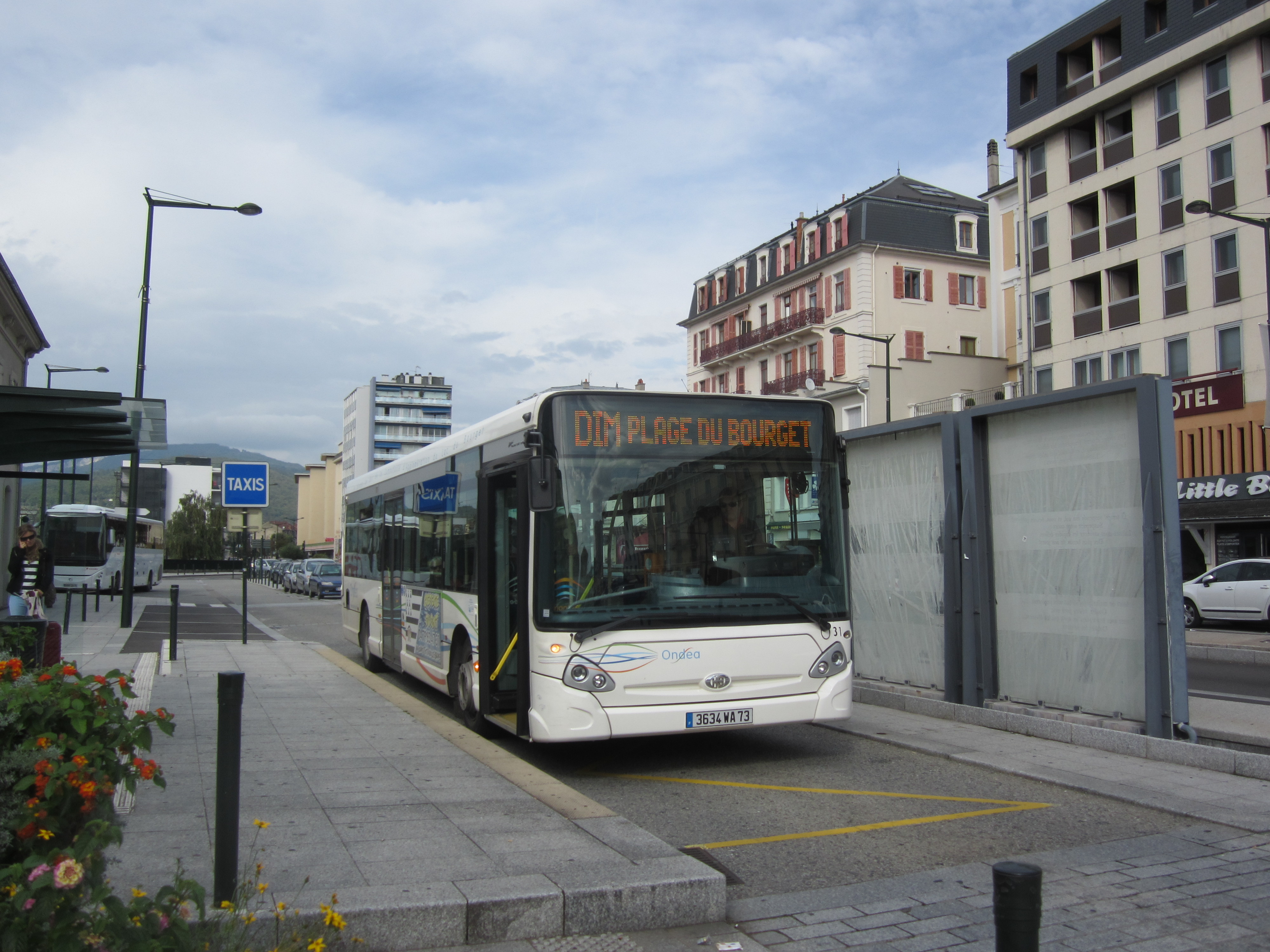
Un Heuliez GX 327 à la gare d'Aix-les-Bains-Le Revard sur l'ancien réseau Ondéa.

En 2008, l'exploitation du réseau ST2A, jusqu'alors confiées à la société du même nom et filiale de Veolia Transport, est confiée à Keolis Aix-les-Bains, filiale du groupe Keolis. Le réseau est restructuré le 1er septembre 2008 et devient Ondéa avec de nouvelles lignes, de nouveaux bus et une nouvelle identité visuelle.
Le réseau est modifié comme suit :
- Le point central du réseau est déplace des Thermes nationaux à la Gare SNCF ;
- La ligne 1 est prolongée au nord du centre commercial à la mairie de Grésy-sur-Aix par le trajet de la ligne 7, abandonne l'antenne intermittente Honoré de Balzac à la ligne 6 puis intervertit sa partie sud avec la ligne 8 pour faire terminus à la Plage du Bourget ;
- La ligne 2 relie désormais Pont Rouge, via une inversion du tracé vers la plage, au Centre commercial de Marlioz ; La desserte de Fresenex est reprise par la nouvelle ligne 11 au départ de la Gare ;
- La ligne 3 absorbe la ligne scolaire F et est prolongée du Lido au collège Garibaldi et abandonne le trajet circulaire dans ce secteur et voit son autre terminus effectué au Lycée Marlioz ; La desserte de Mouxy est reprise par la nouvelle ligne 12 ;
- La ligne 4 dessert désormais la Plage d'Aix et effectue son terminus sud au Lycée Marlioz ;
- La ligne 5 dessert le Lycée de Marlioz et le Bois Vidal en complément de la ligne 1, terminus aixois déplacé à la Gare ;
- La ligne 6 est prolongée à Massonnats d'un côté et au Lycée Marlioz de l'autre par l'ancien trajet intermittent de la ligne 1 ;
- La ligne 7 est réduite à une ligne interne à Grésy-sur-Aix, les lignes 1 et 17 reprenant des autres dessertes ;
- La ligne 8 voit son terminus déplacé des Thermes à la Gare et interverti son trajet sud avec la ligne 1 pour desservir Méry-Fournet ;
- La ligne 9 est inchangée ;
- La ligne 10 est inchangée ;
- La ligne à la demande Flanc du Revard devient la ligne 13 ;
- Lignes 14 et 14 Express inchangées ;
- Lignes 14 Bis et ligne à la demande Chapelle Mont-du-Chat remplacées par la ligne 15 ;
- Les lignes scolaire B et C deviennent la ligne 16 ;
- Création de la ligne 17 par simplification de la ligne 7
- Les lignes scolaire A et E deviennent la ligne 18 ;
- Création de la ligne 19 Collège Garibaldi ↔ Foyer du Lac/ESAT ;
- Le service dominical est remplacé par la ligne Dim qui reprend le trajet des lignes 1 et 2 ;
- Le Créabus est remplacé par des services à la demande sur les lignes 3, 4, 5, 6, 7, 8, 11, 12, 13, 14, 15 et 17 ;
- Suppression de la Navette.

Le 5 novembre 2008, de nombreux services sur réservation sont passés en régulier.
Création en septembre 2009 de la ligne 14D.
Le 5 septembre 2011, création de la ligne 20, abandon de la desserte de certains arrêts à Grésy par la ligne 1 et refonte du trajet de la ligne 5 avec un trajet simplifié et une desserte de la commune de Sonnaz.
Suppression de la ligne 19 en septembre 2013.
Keolis laisse place à la Compagnie des transports du Lac du Bourget (CTLB), filiale de RATP Développement, le 1er janvier 2015.

### La CTLB
La ville d'Aix-les-Bains a confié l'exploitation du réseau à la Compagnie des transports du Lac du Bourget (CTLB), filiale de RATP Développement,. Le contrat dure six ans à compter du 1er janvier 2015. De nouveaux aménagements sont déjà prévus, notamment l'ajout d'une ligne pour mieux desservir les thermes nationaux d'Aix-les-Bains.

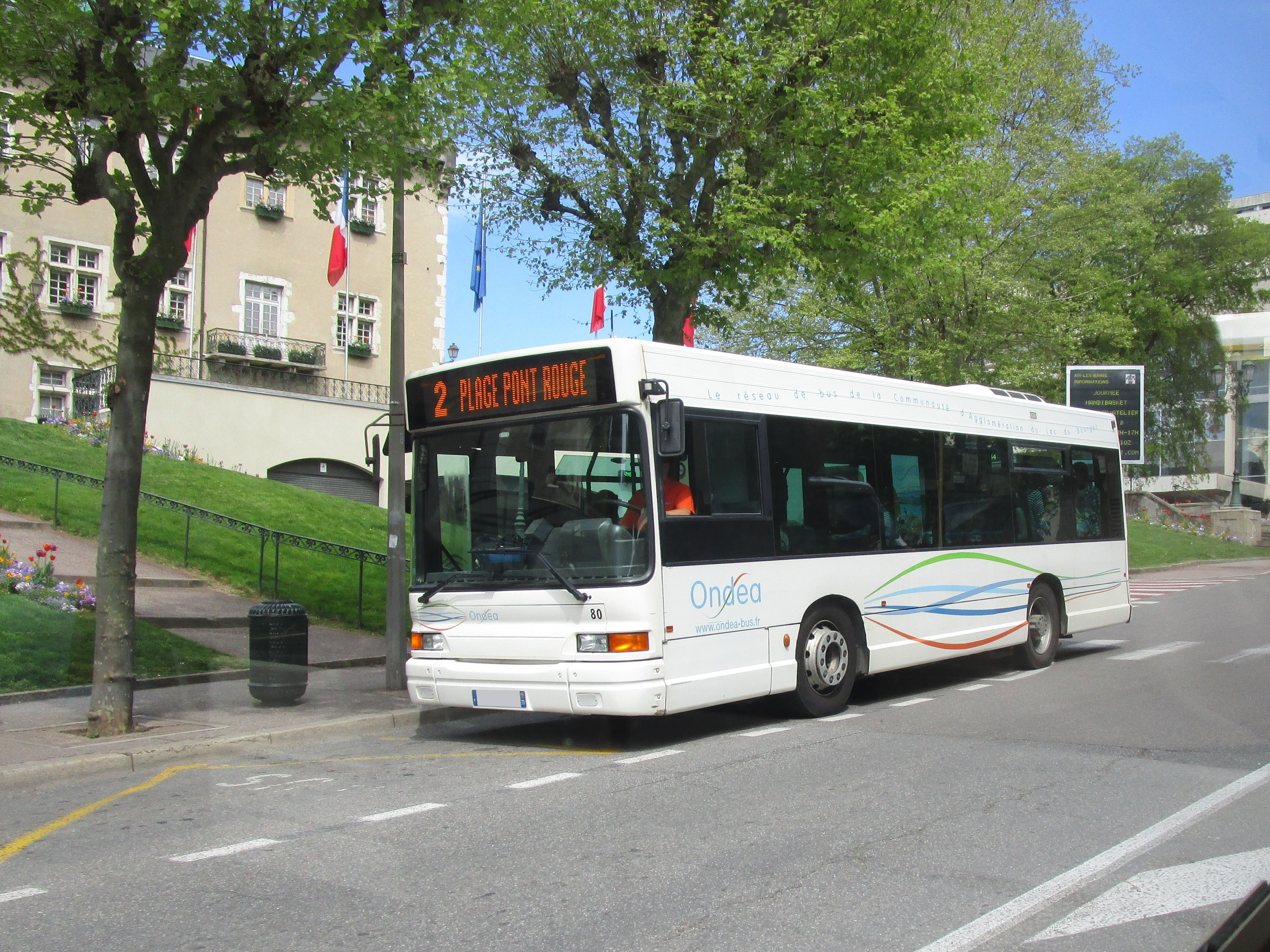
Heuliez GX 117 sur la ligne 2, peu de temps avant la restructuration du réseau.

La restructuration du réseau a eu lieu le 6 juillet 2015. Le nouveau réseau tranche radicalement du précédent et est composé de :
- Deux lignes régulières (1 et 2) avec des fréquences de respectivement 35 et 20 minutes allant du Nord au Sud de l'agglomération du lundi au samedi et remplacées par une seule et unique ligne (DIM) toutes les heures les dimanches et jours fériés ;
- Une ligne régulière (3) avec une fréquence 20 minutes entre la gare d’Aix-les-Bains et les Thermes Chevalley du lundi au samedi, en remplacement des navettes gérées en dehors du réseau[8] ;
- Dix-neuf lignes de proximité circulant uniquement en période scolaire et aux horaires alignés sur ceux des collèges et lycées, dont les anciennes lignes scolaires précédemment gérées indépendamment par la CALB[8] ;
- Cinq zones de transport à la demande, assurant une desserte en dehors des horaires de fonctionnement des lignes de proximité et en rabattement sur les lignes 1 et 2 ;
- Création d'un service de transport de personnes à mobilité réduite ;
- Une nouvelle gamme tarifaire basée autour de la carte « Elit' » qui remplace l'ancien système.

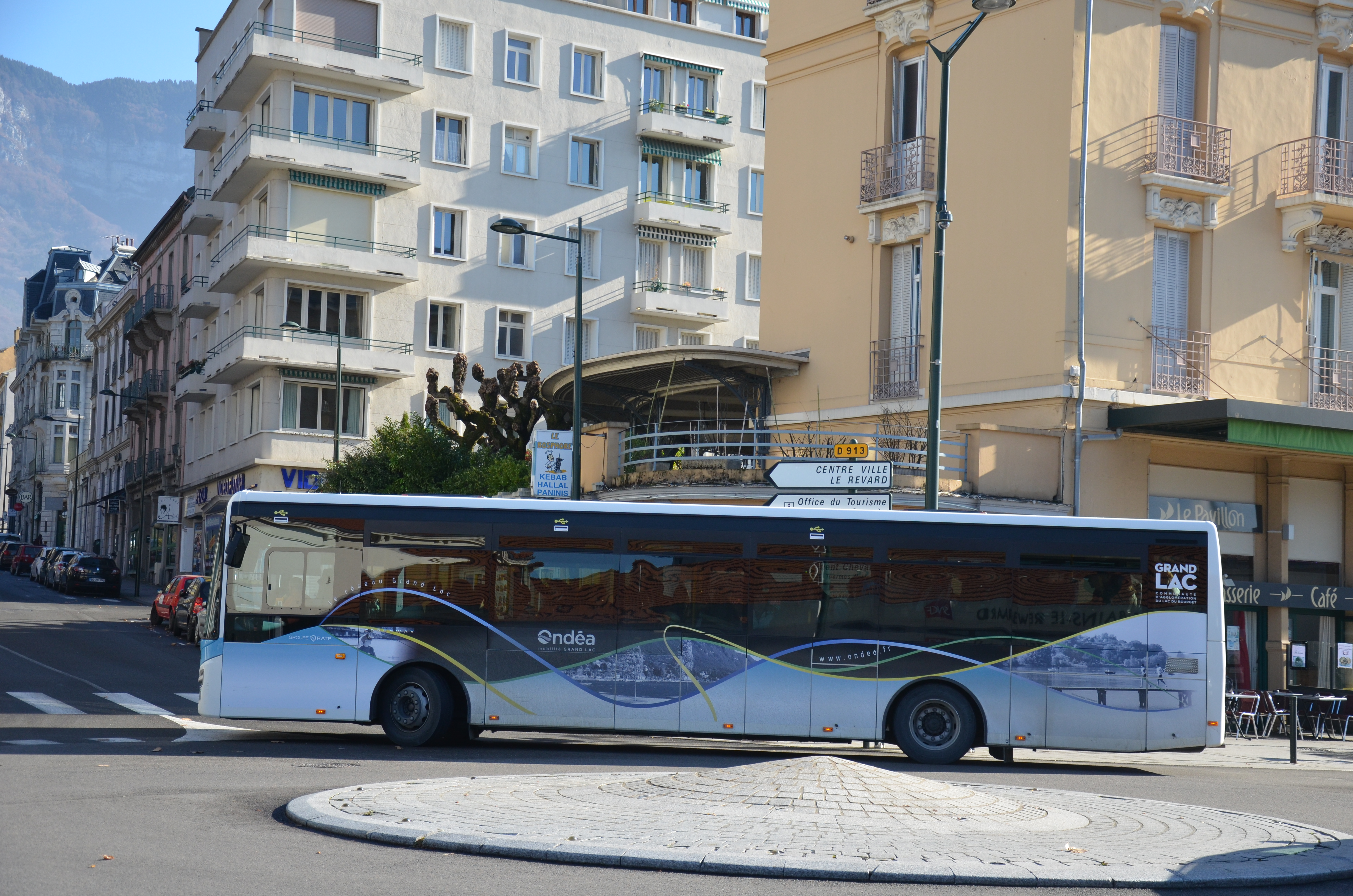
Nouvelle livrée des véhicules depuis la CTLB.

Ce nouveau réseau a pour objectif de faire un million d'euros d'économies avec une réduction du nombre de kilomètres parcourus, de 1,3 million (en 2013) à 700 000, soit 40 000 km de moins que l'ancien réseau ST2A en 2007, ayant pour but de supprimer le nombre de bus roulant à vide. Ce nouveau réseau est critiqué pour plusieurs raisons, dont la réduction de l'offre et des fréquences considérée comme un retour au réseau ST2A, qui était orienté principalement pour les scolaires, au contraire du réseau Ondéa de 2008 orienté vers les déplacements actifs. Une autre critique importante est la suppression de la ligne 20 qui reliait Aix-les-Bains au technopole Savoie Technolac, et de sa desserte réduite par la ligne 1 avec seulement un bus par heure au lieu de deux.

## Organisateurs du réseau

### L'autorité organisatrice
Grand Lac, composée de 28 communes et d'une population totale de 73 622 habitants (en 2014), est responsable des transports en commun en son périmètre. Ses principales missions sont :
- Élaborer et mettre en œuvre la politique de transport de l'agglomération ;
- Réaliser les investissements correspondants en matière d’infrastructures (poteaux, aménagements de voirie, dépôt de bus) ;
- Déterminer la politique tarifaire et les adaptations de l'offre de transport.

### L'exploitant
La Compagnie des transports du Lac du Bourget est la société à laquelle l'exploitation du réseau Ondéa a été confiée par l'autorité organisatrice des transports. Ses missions sont :
- Exploiter le réseau Ondéa en étant propriétaire des bus ;
- Rendre compte de l'exploitation à l'autorité organisatrice ;
- Assumer le risque d'exploitation ;
- S'engager sur des objectifs annuels de recettes ;
- Assister l'autorité organisatrice dans son rôle de maître d'ouvrage ;

Cette délégation de service public est définie contractuellement par un cahier des charges qui prévoit d'une part, les services à assurer (lignes, fréquences et amplitudes de service) et précise d'autre part, le niveau de qualité des services apportés aux clients dans différents domaines (propreté, information, ponctualité, etc.).

## Le réseau

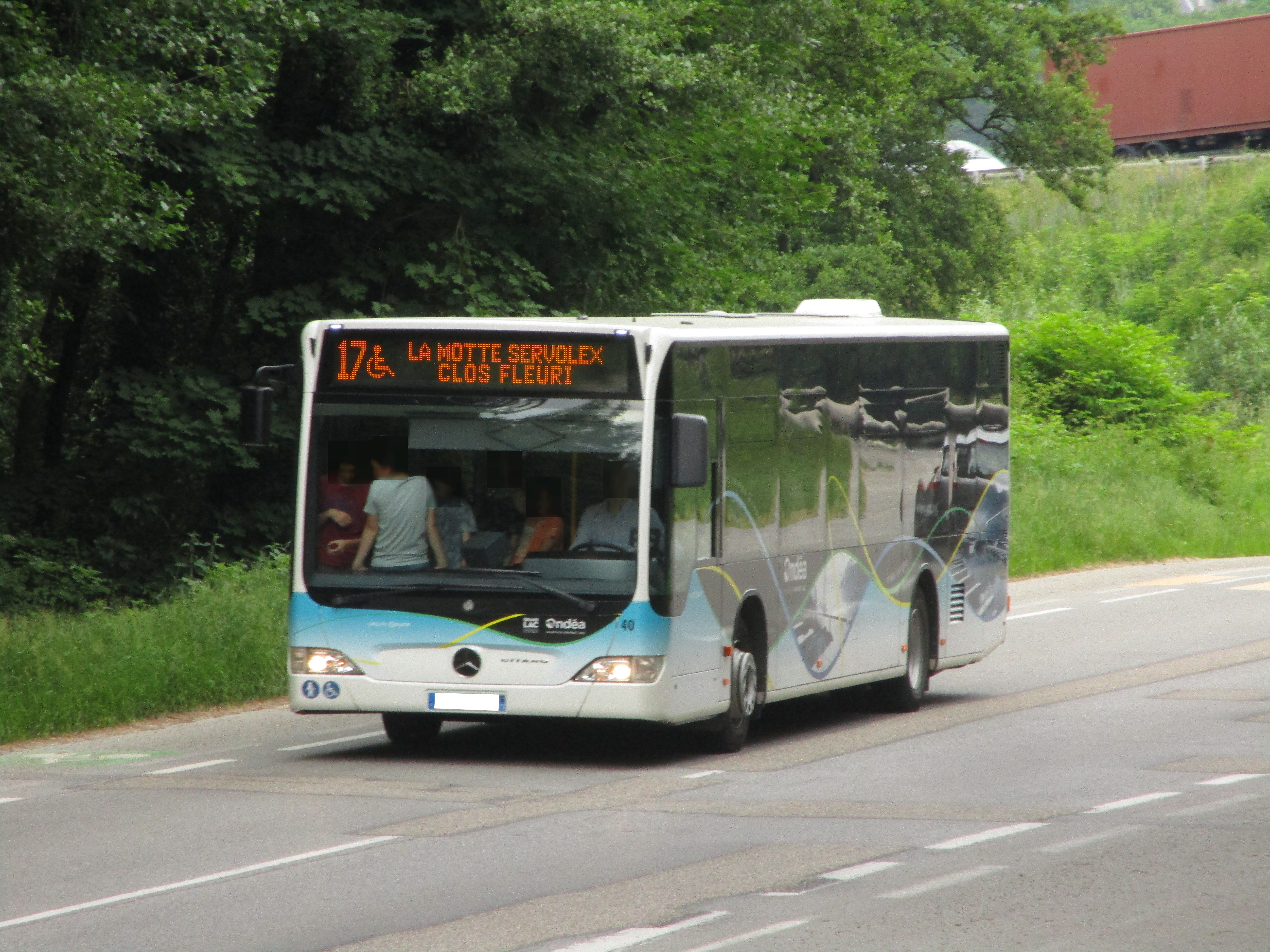
Un bus Ondéa à l’entrée de La Motte-Servolex, sur la ligne no 17, en 5 2017.

### Territoire desservi
A la suite de sa restructuration du 4 juillet 2022, le réseau Ondéa dessert l’intégralité des communes de la communauté d'agglomération Grand Lac, ainsi que quelques communes situées dans les intercommunalités voisines. Au total, 32 communes sont desservies :
- Aix-les-Bains ;
- Bourdeau ;
- Brison-Saint-Innocent ;
- Chambéry (Grand Chambéry) ;
- Chanaz ;
- Chindrieux ;
- Conjux ;
- Drumettaz-Clarafond ;
- Entrelacs ;
- Grésy-sur-Aix ;
- La Chapelle-du-Mont-du-Chat ;
- La Biolle ;
- La Motte-Servolex (Grand Chambéry) ;
- Le Bourget-du-Lac ;
- Montcel ;
- Motz
- Mouxy ;
- Méry ;
- Motz ;
- Ontex ;
- Pugny-Chatenod ;
- Ruffieux ;
- Rumilly (Rumilly Terre de Savoie) ;
- Saint-Offenge ;
- Saint-Ours ;
- Saint-Pierre-de-Curtille ;
- Serrières-en-Chautagne ,
- Sonnaz (Grand Chambéry) ;
- Tresserve ;
- Trévignin ;
- Vions ;
- Viviers-du-Lac ;
- Voglans.

### Les lignes
Lignes régulières

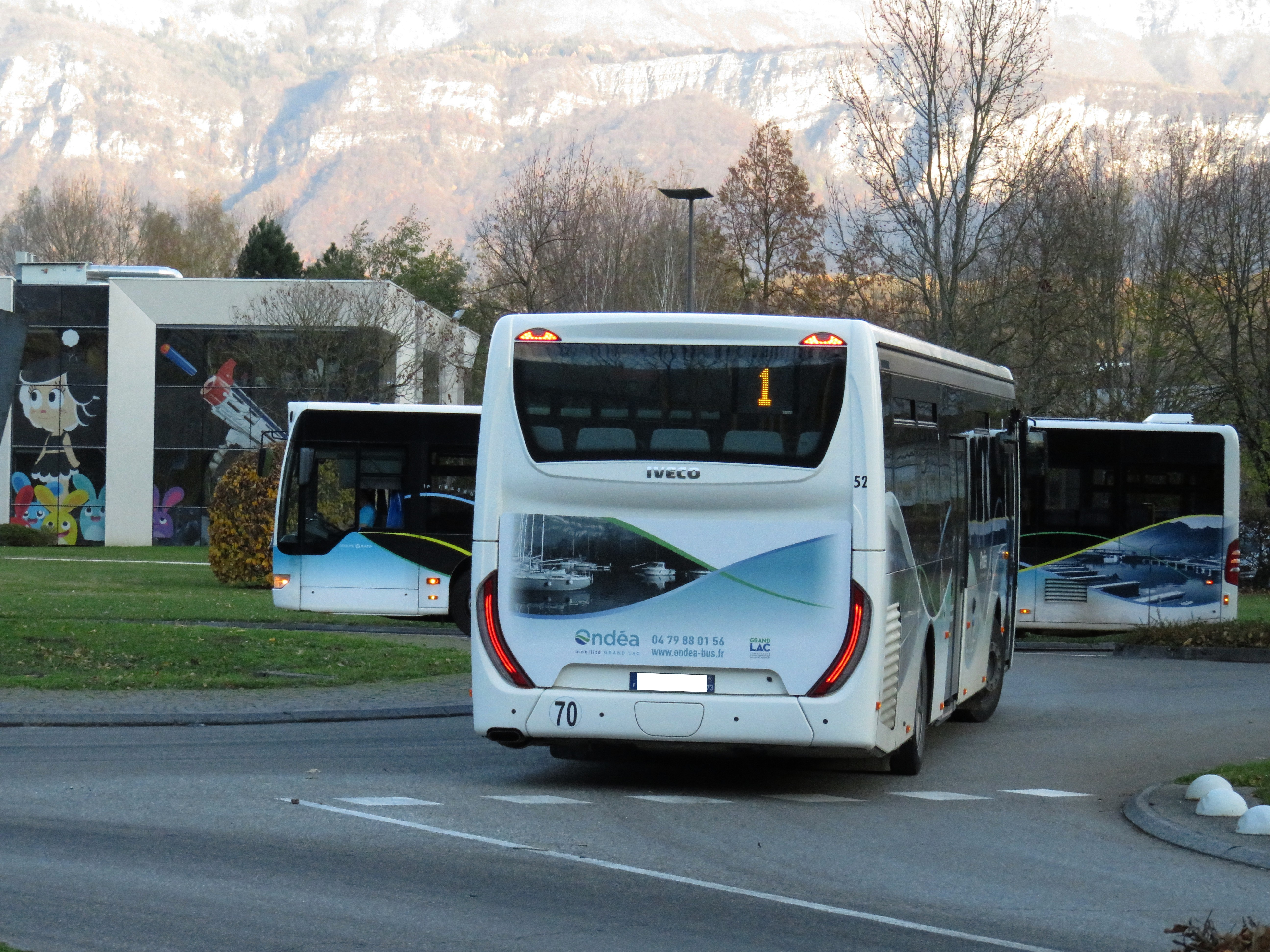
Plusieurs véhicules au Bourget-du-Lac, sur la ligne 1, en 11 2017.

Le nouveau réseau est mis en place à la rentrée de septembre 2015 et consiste en une réorganisation du réseau autour de :
- Deux lignes régulières (1 et 2) avec des fréquences de respectivement 35 et 20 minutes allant du Nord au Sud de l'agglomération du lundi au samedi et remplacées par une seule et unique ligne (DIM) toutes les heures les dimanches et jours fériés ;
- Une ligne régulière (3) avec une fréquence 20 minutes entre la gare d’Aix-les-Bains et les Thermes Chevalley du lundi au samedi, en remplacement des navettes gérées en dehors du réseau[8] ;
- Dix-neuf lignes de proximité circulant uniquement en période scolaire et aux horaires alignés sur ceux des collèges et lycées, dont les anciennes lignes scolaires précédemment gérées indépendamment par la CALB[8] ;
- Deux lignes périurbaines circulant les mercredis et samedis, à raison d'un aller-retour par jour pour permettre aux habitants des communes périurbaines de se rendre à Aix-les-Bains ;
- Cinq zones de transport à la demande, assurant une desserte en dehors des horaires de fonctionnement des lignes de proximité et en rabattement sur les lignes 1 et 2 ;
- Création d'un service de transport de personnes à mobilité réduite ;
- Une nouvelle gamme tarifaire basée autour de la carte « Elit' » qui remplace l'ancien système.

Ce nouveau réseau a pour objectif de faire un million d'euros d'économies avec une réduction du nombre de kilomètres parcourus, de 1,3 million (en 2013) à 700 000, soit 40 000 km de moins que l'ancien réseau ST2A en 2007, ayant pour but de supprimer le nombre de bus roulant à vide. Ce nouveau réseau est critiqué pour plusieurs raisons, dont la réduction de l'offre et des fréquences considérée comme un retour au réseau ST2A, qui était orienté principalement pour les scolaires, au contraire du réseau Ondéa de 2008 orienté vers les déplacements actifs. Une autre critique importante est la suppression de la ligne 20 qui reliait Aix-les-Bains au technopole Savoie Technolac, et de sa desserte réduite par la ligne 1 avec seulement un bus par heure au lieu de deux.
Lignes occasionnelles

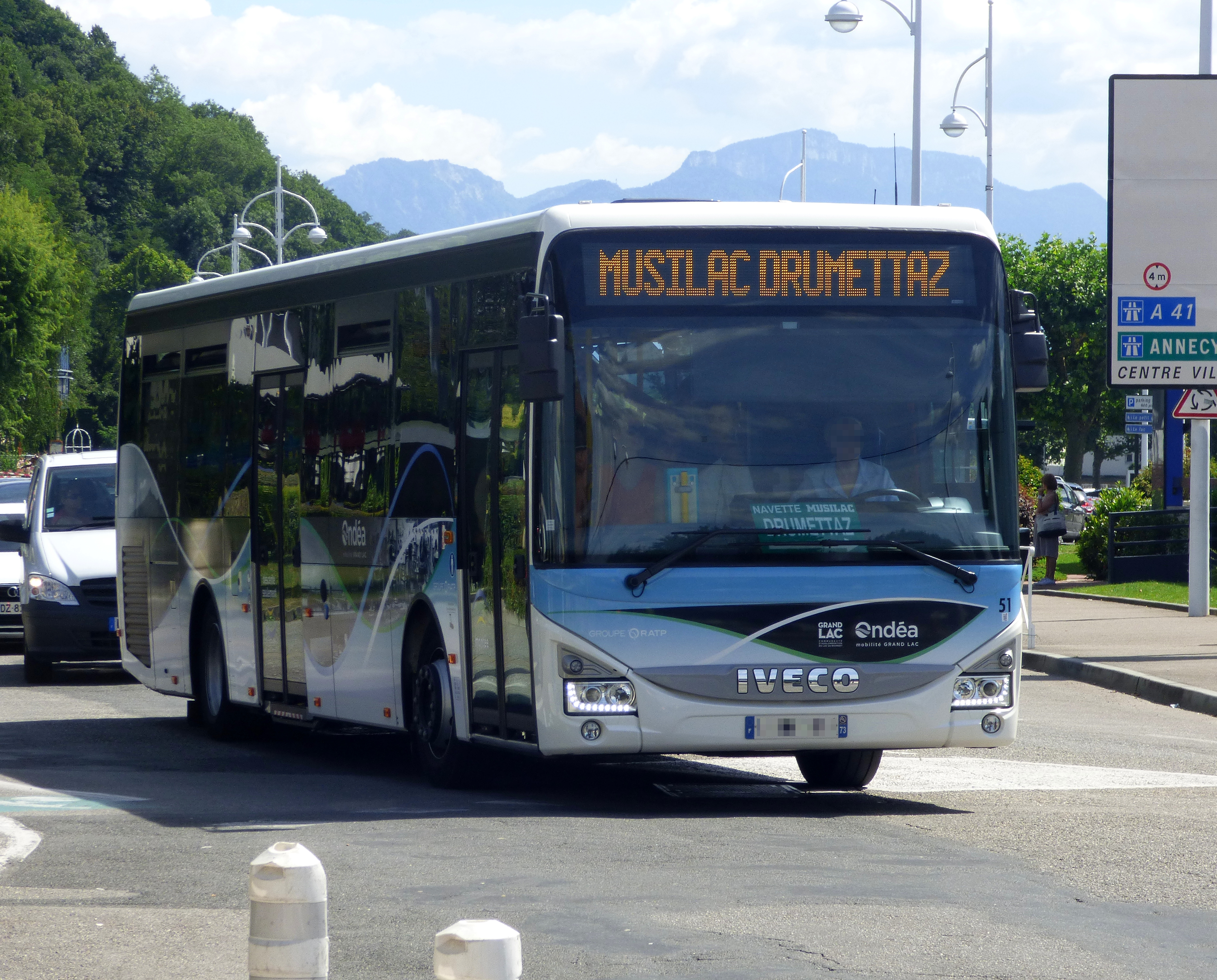
Un véhicule sur la navette Musilac de Drumettaz-Clarafond en 7 2017.

Ondéa met quelquefois en place des lignes occasionnelles selon les événements du aixois et/ou la saison. Ainsi, on note la mise en place, lors du festival Musilac, d’un service de navettes entre l’esplanade du lac (où se déroule le festival) et les communes environnantes.

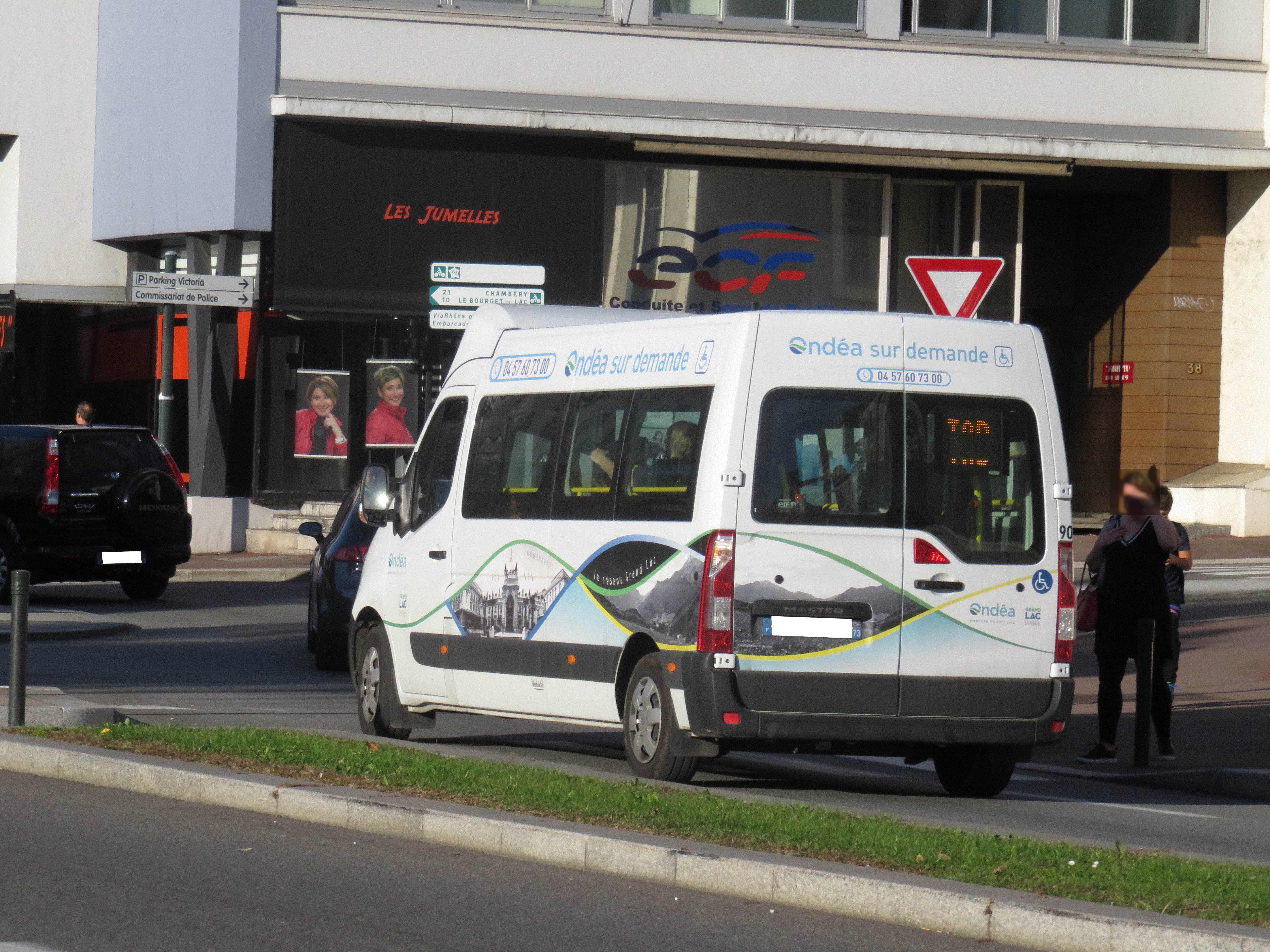
Un véhicule sur le service de Transport à la Demande à Aix-les-Bains en 10 2017.

### Transport à la demande
En heures creuses et pendant les vacances scolaires, les lignes de proximité sont remplacées par un service de transport à la demande composé de cinq zones et baptisé Ondéa sur demande. Les matins et soirs (ainsi que le mercredi midi) de semaine en période scolaire, quelques départs sont assurés en heures de pointe du lundi au vendredi en période scolaire pour les élèves se rendant dans les écoles et collèges de l’agglomération. En heures creuses, les véhicules ne circulent que sur réservation, à des horaires proposés par Ondéa, en envoyant un mail ou en  appelant la centrale de réservation jusqu’à la veille du départ (ou le samedi pour le lundi). Les bus déposent et reprennent l’usager à un arrêt desservi par l’une des deux lignes structurantes, permettant de se rendre dans le centre-ville d’Aix-les-Bains
La tarification est identique à celle en vigueur sur le reste du réseau.
| Numéro | Communes desservies                                                                | Pôle de correspondance - ligne structurante            |
| ------ | ---------------------------------------------------------------------------------- | ------------------------------------------------------ |
| Zone A | Bourdeau, La Chapelle-du-Mont-du-Chat, La Motte-Servolex, Le Bourget-du-Lac, Ontex | Mairie Le Bourget, Le Bourget-du-Lac - 1               |
| Zone B | Chambéry, Drumettaz-Clarafond, Méry, Sonnaz, Viviers-du-Lac, Voglans               | Drumettaz Centre Commercial, Drumettaz-Clarafond - 1 2 |
| Zone C | Aix-les-Bains, Mouxy, Pugny-Chatenod, Tresserve                                    | Rue de Genève, Aix-les-Bains - 1                       |
| Zone D | Aix-les-Bains, Brison-Saint-Innocent                                               | Pont Rouge, Aix-les-Bains - 1                          |
| Zone E | Grésy-sur-Aix, Montcel, Saint-Offenge, Trévignin                                   | Collège de Grésy, Grésy-sur-Aix - 2                    |

### Interconnexion avec les autres réseaux
Synchrobus

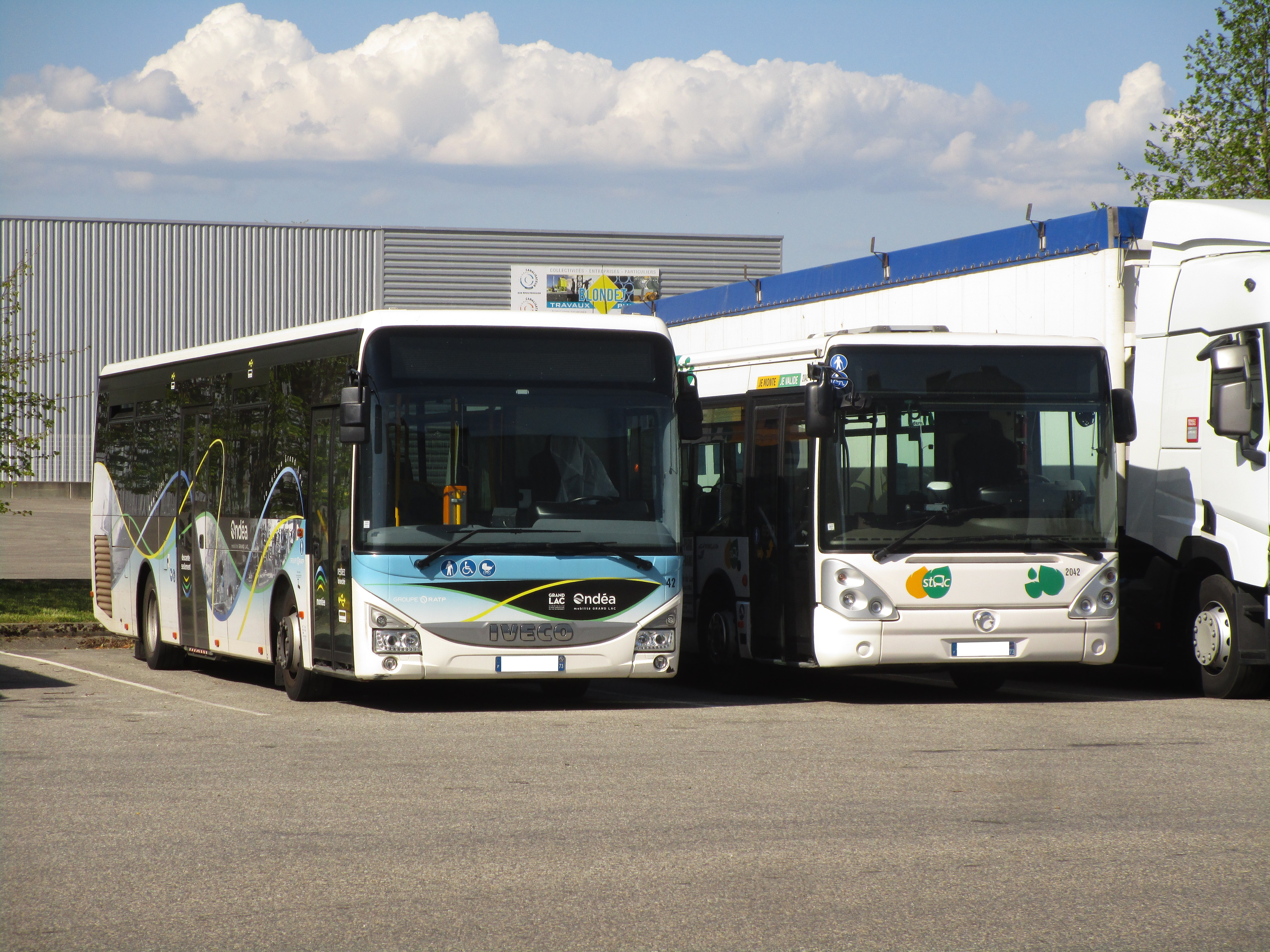
Un bus Ondéa (à gauche) et Synchro anciennement Stac (à droite) à Voglans en 4 2017.

En raison de la proximité entre les communautés d’agglomération Grand Lac et du Grand Chambéry, de nombreuses lignes réseaux Ondéa et STAC desservent des communes desservies par l'un ou l'autre des réseaux.
Ces communes sont :
- Pour Grand Lac :
  - Le Bourget-du-Lac avec les lignes Ondéa 1, DIM, 16, 17, 18 et TAD A et synchro A ;
  - Voglans avec les lignes Ondéa 12 et TAD B et la ligne synchro A.
- Pour le Grand Chambéry :
  - Chambéry avec les lignes Ondéa 18 et TAD B desservant spécifiquement le lycée Louis-Armand ;
  - La Motte-Servolex avec les lignes synchro C, 1 et 4 et Ondéa 16, 17, 18 et TAD A ;
  - Sonnaz avec les lignes synchro 10 et Ondéa 12 et TAD B.

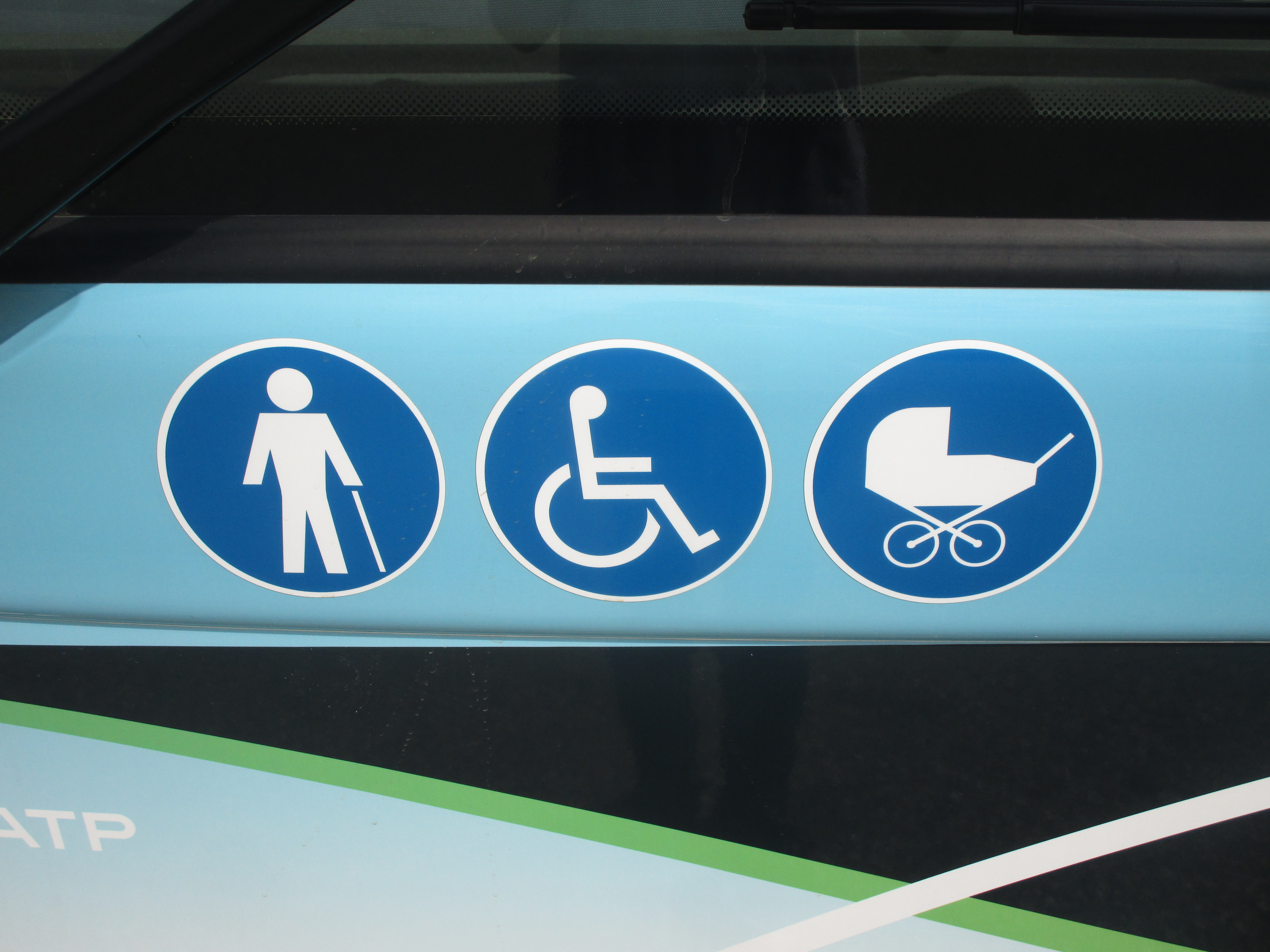
Les logos signalant la présence d’aménagement pour les PMR sur le pare-chocs d’un véhicule Ondéa.

### Accessibilité aux personnes à mobilité réduite
Depuis plusieurs années, l’agglomération renouvelle son parc afin de le rendre accessible aux PMR. Depuis la réforme des derniers véhicules à plancher surélevé au début des années 2010, tous les bus sont équipés de planchers surbaissés et de rampes d’accès rétractables situées sous la porte centrale. Les véhicules équipés d’aménagements pour les PMR sont repérables par la présence d’une étiquette bleue avec une personne en fauteuil roulant sur l’avant et/ou au niveau de la porte centrale.
L’ensemble des véhicules disposent d’emplacements réservés aux utilisateurs de fauteuil roulant (UFR) et aux personnes à mobilité réduite (PMR), le plus souvent situés en face de la porte centrale, avec un bouton à proximité pour demander l’arrêt, ce qui permet de signaler au conducteur qu’il devra s’adapter pour faciliter la descente de l’usager handicapé lors du prochain arrêt.
Lors de l’arrêt, le conducteur peut effectuer, si l’emplacement le permet, une manœuvre appelée agenouillement destinée à faciliter la montée/descente de l’usager. Au cours de cette manœuvre, le véhicule est amené au plus près du trottoir et incliné sur le côté droit afin de réduire au maximum la différence de hauteur entre le plancher du bus et le sol, puis la rampe d’accès située sous la porte est déployée et les portes sont ouvertes afin de permettre l’entrée/sortie du passager. L’ensemble de ces actions est contrôlé depuis le poste de conduite.
Les véhicules sont également rendus accessibles aux malentendants et malvoyants par la mise en place d’une information sonore et visuelle, notamment par la présence d’écrans sur lesquels sont indiqués le numéro de la ligne et des arrêts suivants, par l’annonce sonore de ces mêmes informations à l’intérieur des véhicules (ainsi qu’à l’extérieur sur les plus récents) et par des inscriptions en braille sur les boutons de demande d’arrêts. De plus, les composteurs émettent un son différent si le titre de transport est valide ou non.

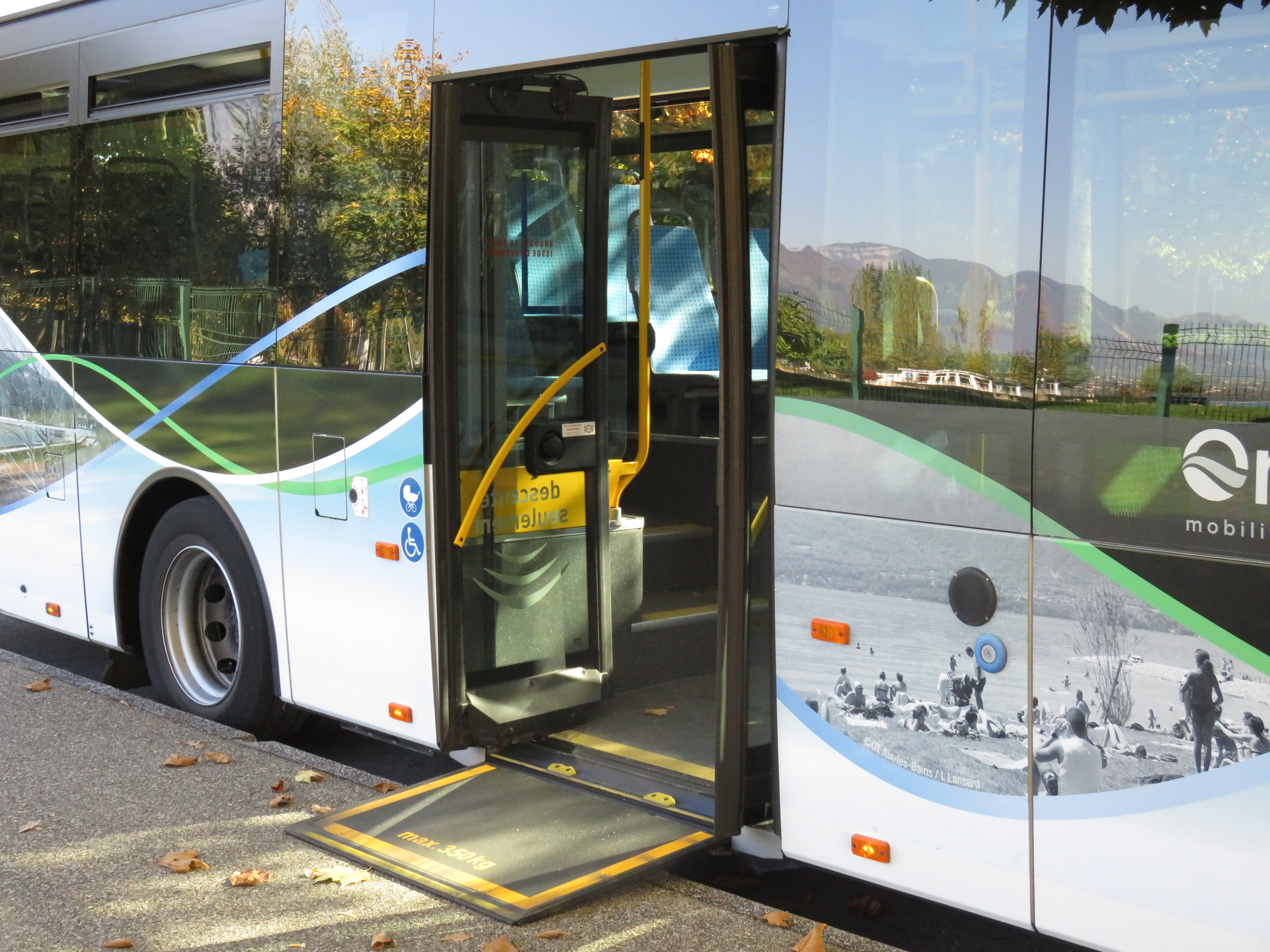
La rampe d’accès pour les PMR sortie.
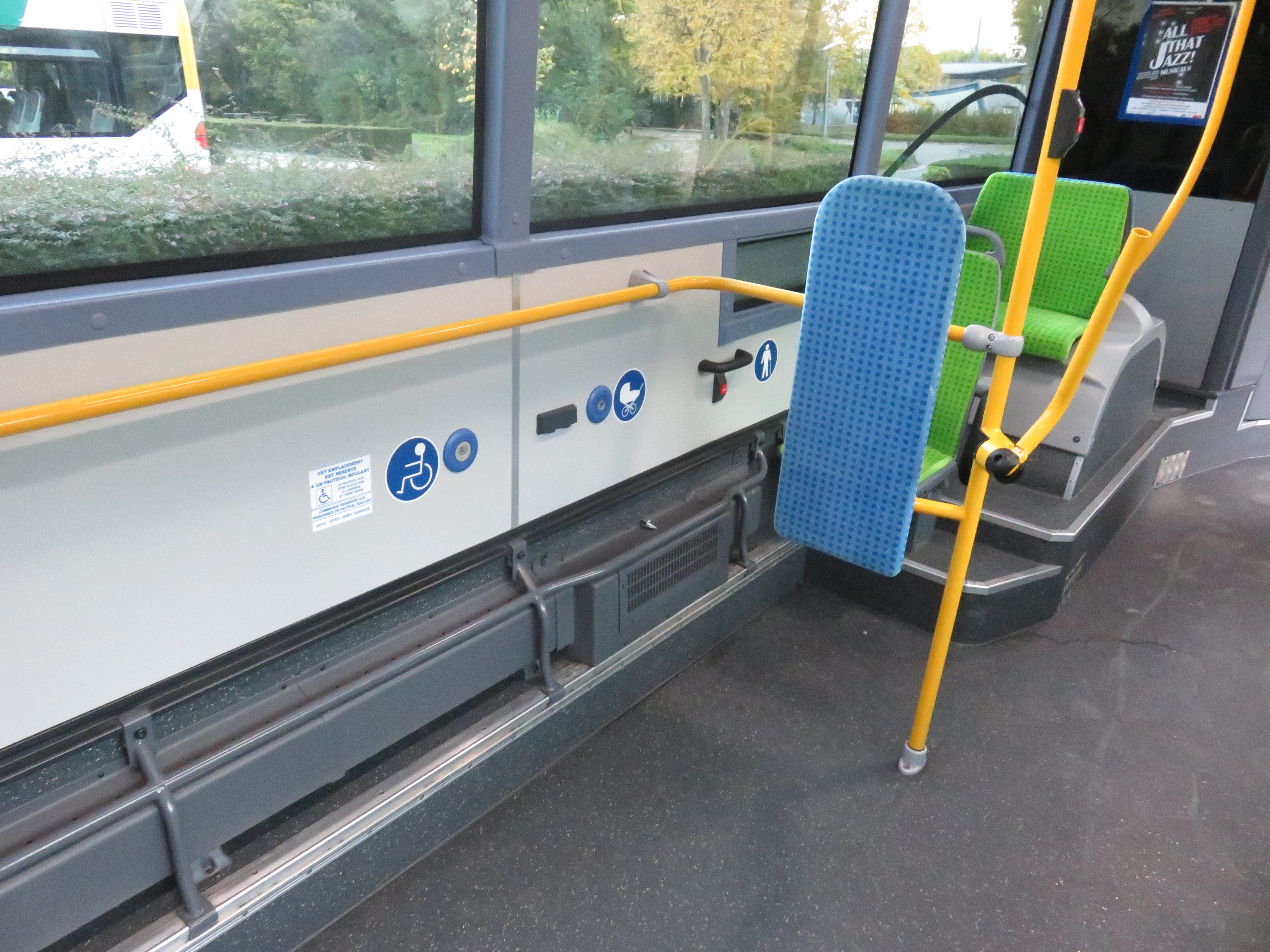
L’emplacement réservé aux PMR.

La communauté d’agglomération a également lancé une politique de mise en accessibilité des arrêts du réseau aux PMR. Celle-ci consiste à élargir les trottoirs et aménager un accès sécurisé pour permettre aux PMR de rejoindre l’arrêt, mais également à surélever la bordure de celui-ci à 21 cm afin de faciliter la manœuvre d’agenouillement.

### Service aux voyageurs
Ports USB
Depuis la rentrée 2015, Ondéa exploite des véhicules dotés de port USB. Il s’agit de cinq Iveco Crossway LE, numérotés de 42 à  46, qui sont équipés de deux ports USB. Les bus équipés de ce service sont signalés par des logos situés au-dessus des baies latérales et sur le flanc arrière.

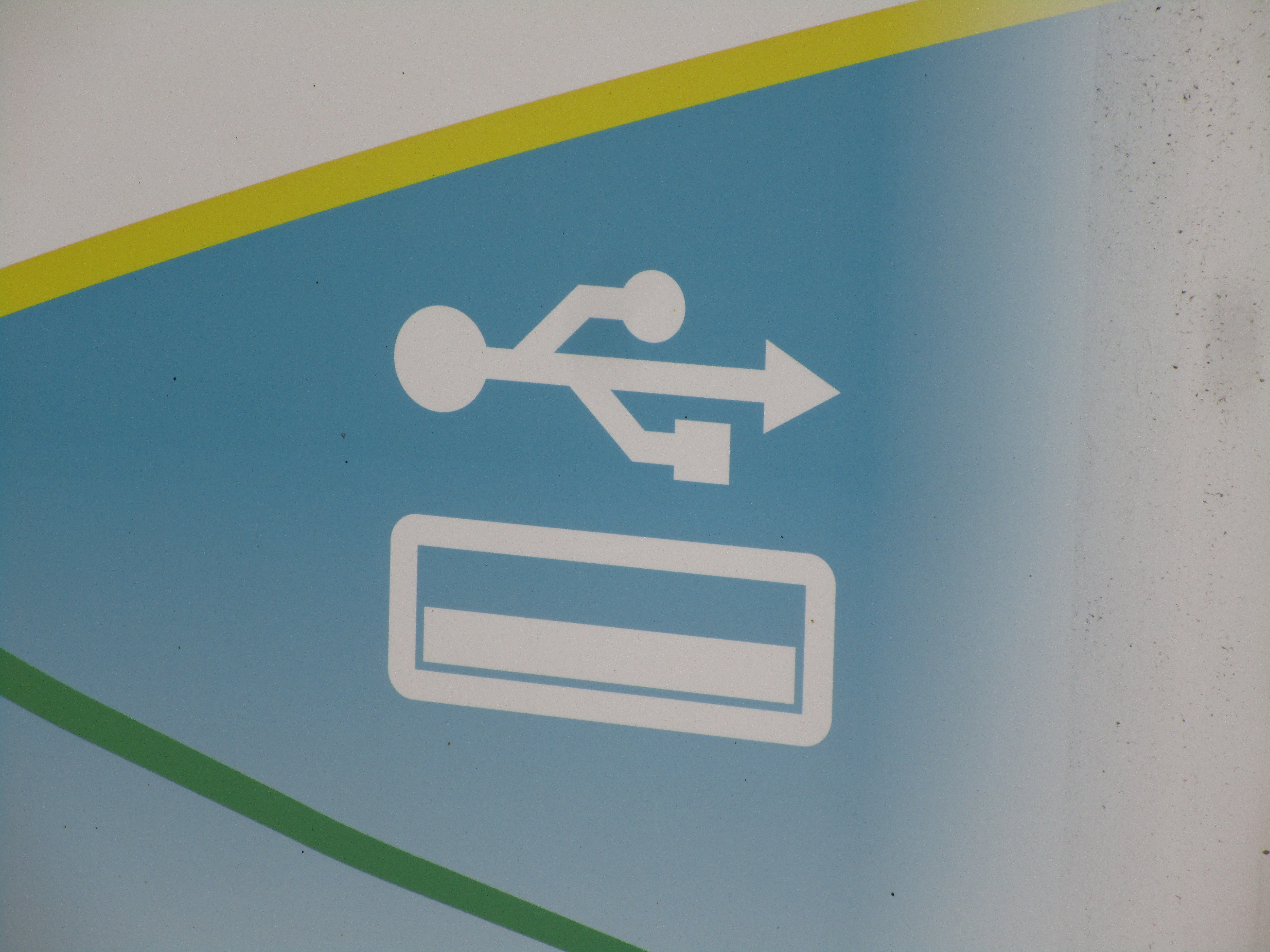
Le symbole USB sur l’un des Iveco Crossway LE.
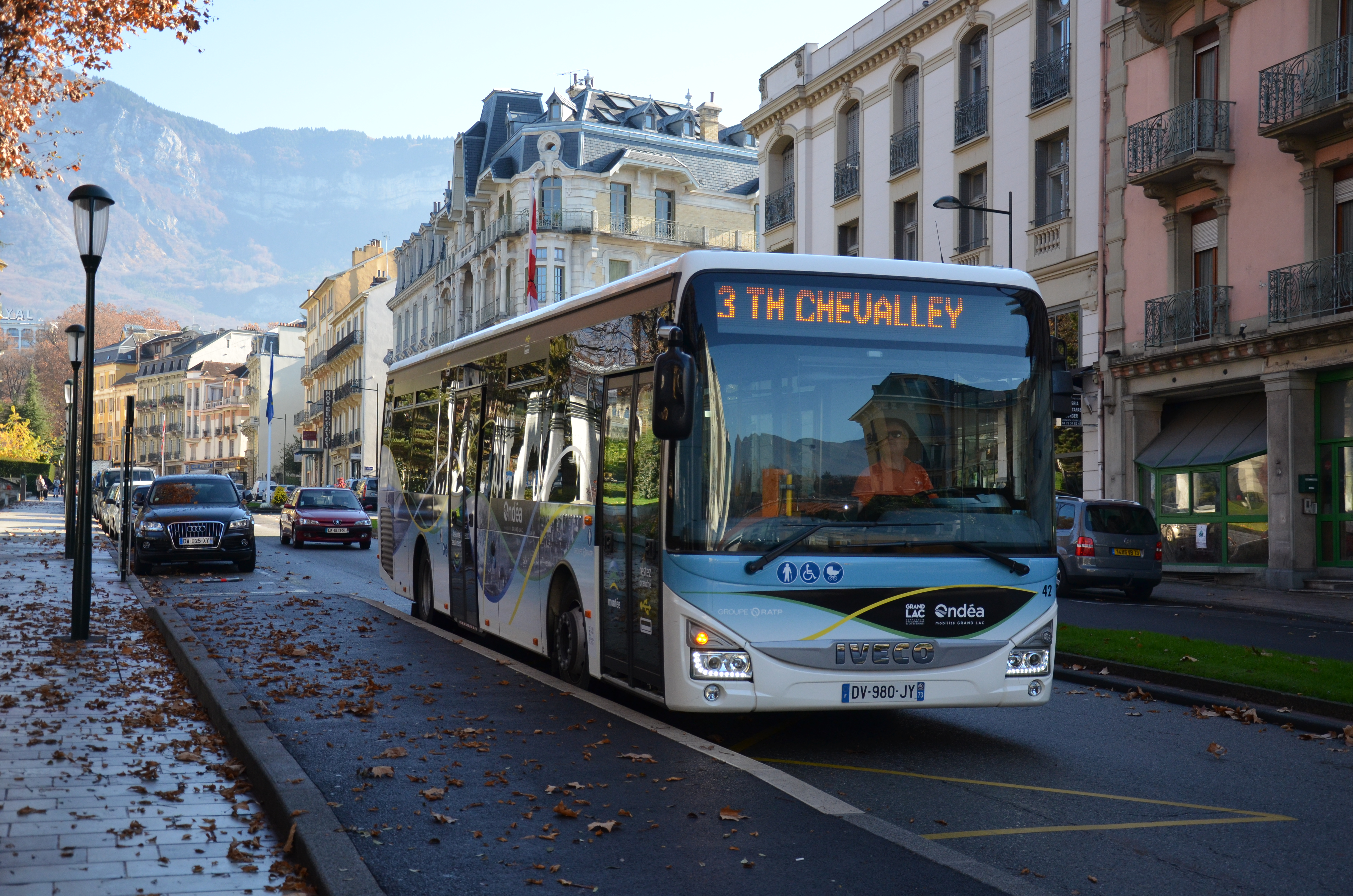
L’un des Iveco Crossway LE équipés, le no 42.

### Arrêts
En 2017, on compte environ 560 arrêts sur le réseau,,. Certains d’entre eux sont de type abribus, du groupe JCDecaux, et entretenus par ce dernier.
Il existe différents types d’arrêts. Les plus répandus prennent la forme d’un poteau composés de deux parties, tournées perpendiculairement par rapport à un axe central. Dans la partie supérieure, on trouve le logo du réseau, le nom de l’arrêt, le numéro des lignes le desservant et leur destination tandis que la partie inférieure est réservée aux fiches horaires ainsi qu’à un plan et à la grille tarifaire. Les arrêts peuvent également prendre la forme d’un abri. Dans ce cas, une plaque sur le côté qui fait face à la circulation indique le nom de l’arrêt et les lignes le desservant, tandis que les informations (fiches horaires, plan, grille tarifaire) sont accrochés au centre de la paroi arrière de l’abri. En cas de perturbations, une ligne peut être déviée et ses arrêts déplacés. Dans ce cas, ceux-ci sont matérialisés par des arrêts provisoires, qui peuvent se présenter sous la forme d’un poteau en un seul bloc blanc et courbé vers le sommet afin de se composer de deux parties perpendiculaires.

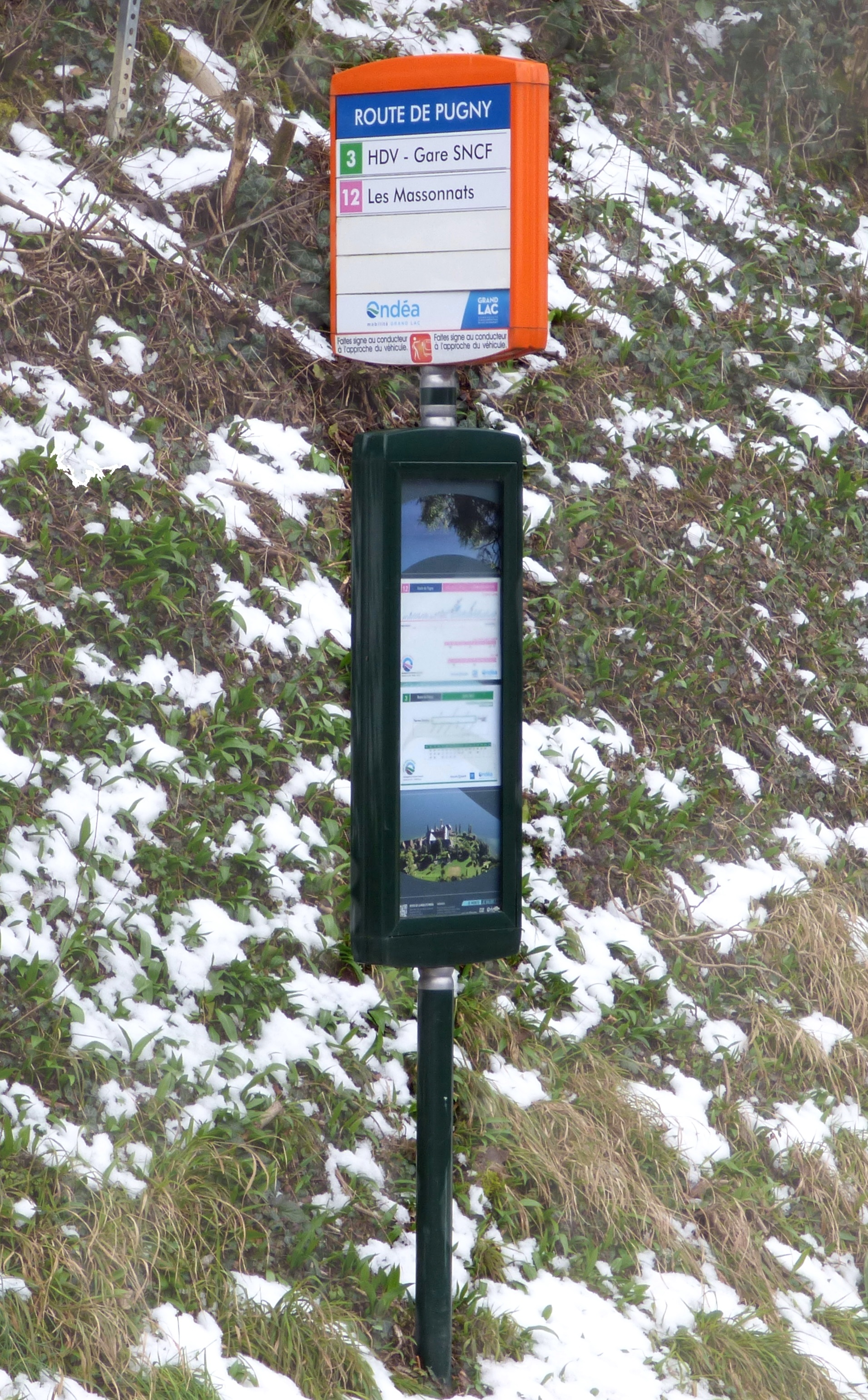
Un poteau d'arrêt.
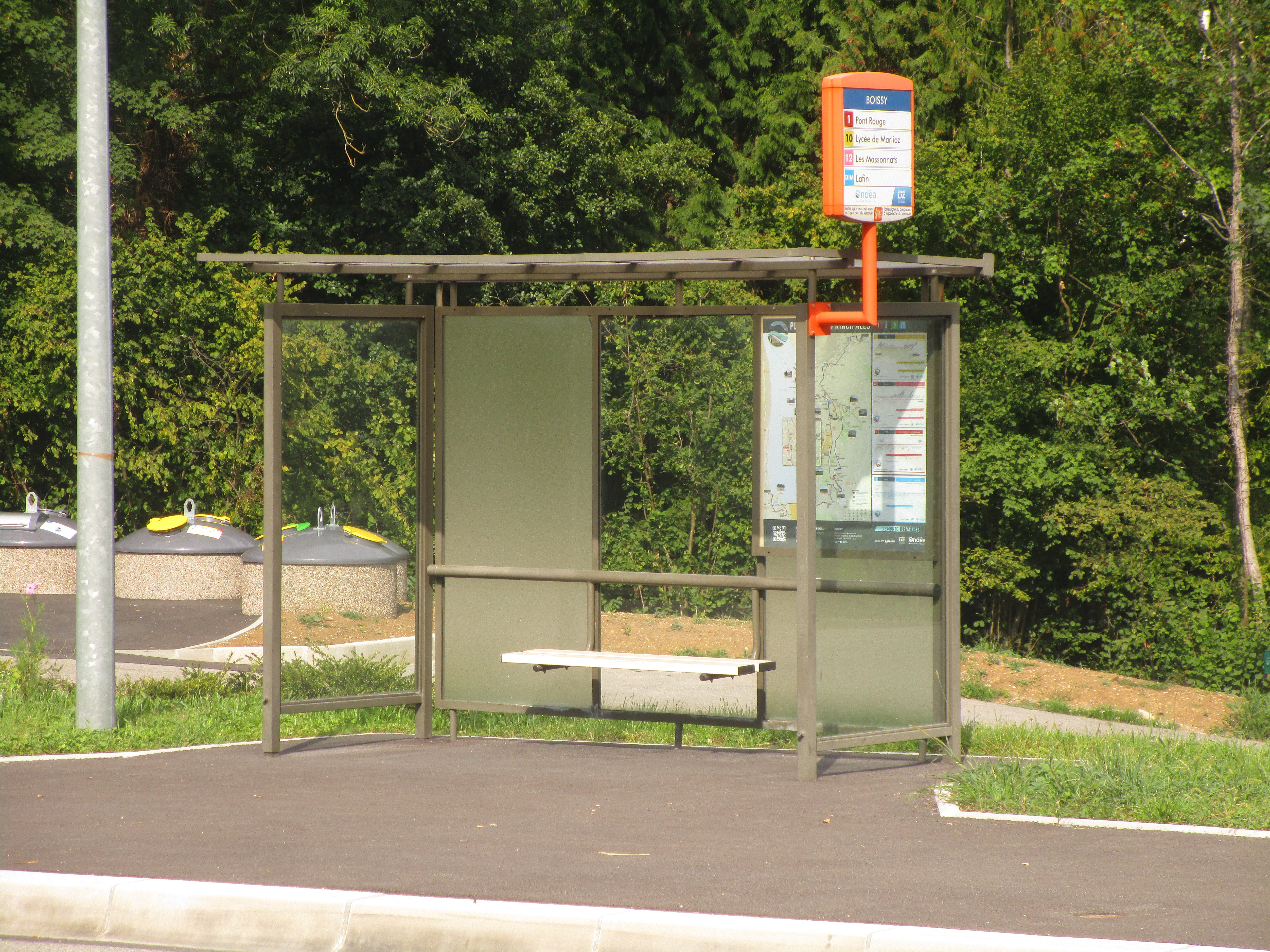
Un abri de bus.
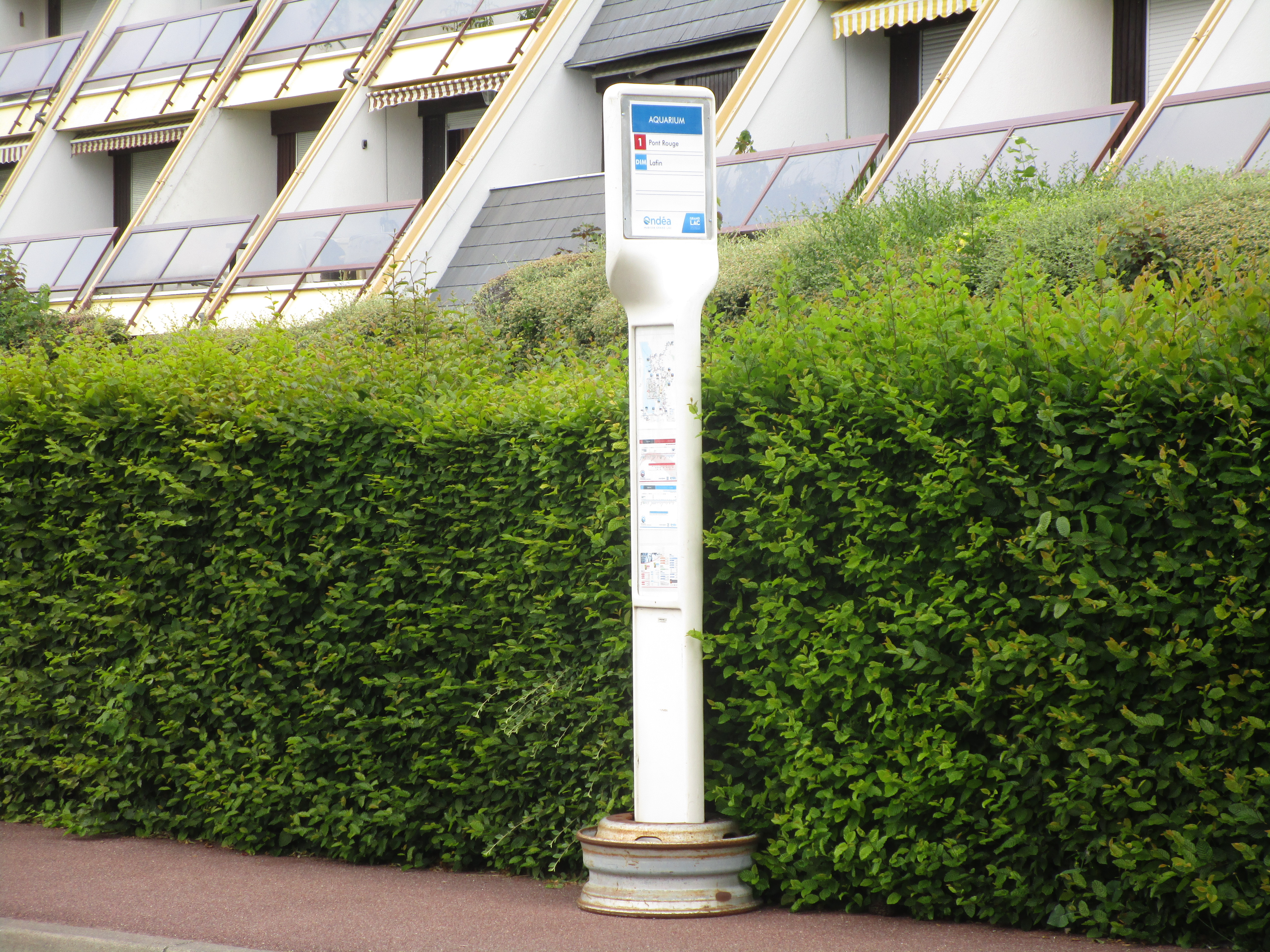
Un arrêt provisoire.

Certains arrêts sont aménagés afin d’être accessibles aux PMR, en étant surélevé sur le bord de la route afin de limiter l’écart entre le bord du véhicule et le sol.

## Identité visuelle

### Logos
À sa création en 1987, le réseau ST2A et doté d’un logo. Celui-ci est relativement simple et se compose de quatre traits (un large puis trois fins) vert à la base et bleus au sommet précédant le nom de réseau, avec les lettres écrites en minuscules bleu clair et le 2 en vert.
En 2000, l’identité visuelle du réseau est revue. Celui-ci ressemble au précédent, mais les quatre traits devant le logo sont supprimés. La barre du 2 est remplacée par un bus blanc et l’inscription « la ville plus facile... », également verte, fait son apparition sous le 2.

Logo utilisé entre 2000 et 2008.

En 2008, la gestion du réseau est confiée au groupe Keolis et devient Ondéa. Par conséquent, son identité visuelle est révisée et un nouveau logo est créé. Celui-ci se compose du nom du réseau écrit en minuscules bleues (à l’exception du O qui est en majuscule), ainsi que d’un trait diagonal coupant le logo en deux en passant à travers le D. Ce trait est orange au-dessus des lettres et vert en dessous.

Logo utilisé entre 2008 et 2015.

En 2015, lorsque le groupe RATP Dev reçoit la gestion du réseau en remplacement de Keolis, l’identité visuelle est à nouveau révisée et un nouveau logo fait son apparition. Celui-ci se compose du nom du réseau écrit en minuscules bleues, à l’exception du O qui est en majuscule et coupé dans sa partie basse par deux traits ondulés (un vert et un bleu foncé). En dessous, il est inscrit « mobilité GRAND LAC » en lettres minuscules bleu foncé pour le premier mot et en majuscules bleu clair pour les deux autres.

Logo utilisé depuis 2015.

### Livrée des véhicules
Le réseau a connu plusieurs livrées au fil des décennies:
Jusqu’au milieu des années 1980, les bus arborent une livrée relativement simple : le bas de caisse est peint en bleu et le reste est blanc.
En 1987, lorsque le ST2A est mis en place, les bus reçoivent une nouvelle livrée en grande partie blanche. La livrée est composée en symétrie depuis la vitre conducteur : un trait bleu part de l’avant de la vitre avant de devenir vertical en haut et en bas du pare-brise; il est surmonté d’un trait vert qui suit le même parcours. Les mêmes traits partent de l’arrière de la vitre conducteur et se dirige vers l’arrière du bus.
Dans les années 1990, on note un léger changement dans la livrée : les traits sont inversées, le trait bleu passant au-dessus du trait vert, tandis que la disposition est changée puisque les traits courent au-dessus et en dessous des vitres latérales avant d’obliquer au niveau de la vitre conducteur et de l’arrière du bus : les lignes situées en bas des vitres latérales s’inclinent vers le ciel tandis que celles du haut se courbent en direction du sol.
En 2000, la ST2A revoit son identité visuelle et les bus arborent une nouvelle livrée, en grande partie blanche. La partie située au-dessus des vitres est décorée par deux traits en pointillés, l’un bleu et l’autre vert. Le bas de caisse est décoré par un trait vert qui longe le bas des vitres avant de prendre la forme d’une montagne à l’arrière du bus. En dessous, un trait ondulé bleu court sur la quasi-totalité du côté du bus. Il est interrompu à deux reprises : une première fois vers le milieu du bus, où on remarque la présence d’un groupe de personnes, puis une seconde fois sous la dernière vitre, où le logo est peint ainsi que le slogan de l’époque (La ville plus facile).
De 2008 à 2015, les bus arborent une livrée en grande partie blanche. Le slogan est inscrit au-dessus des vitres, de façon ondulée, en bleu. Le bas de caisse est décoré par cinq traits de couleurs (un orange, un vert et trois dans différentes nuances de bleu), tandis que le logo est présent sous la vitre conducteur.

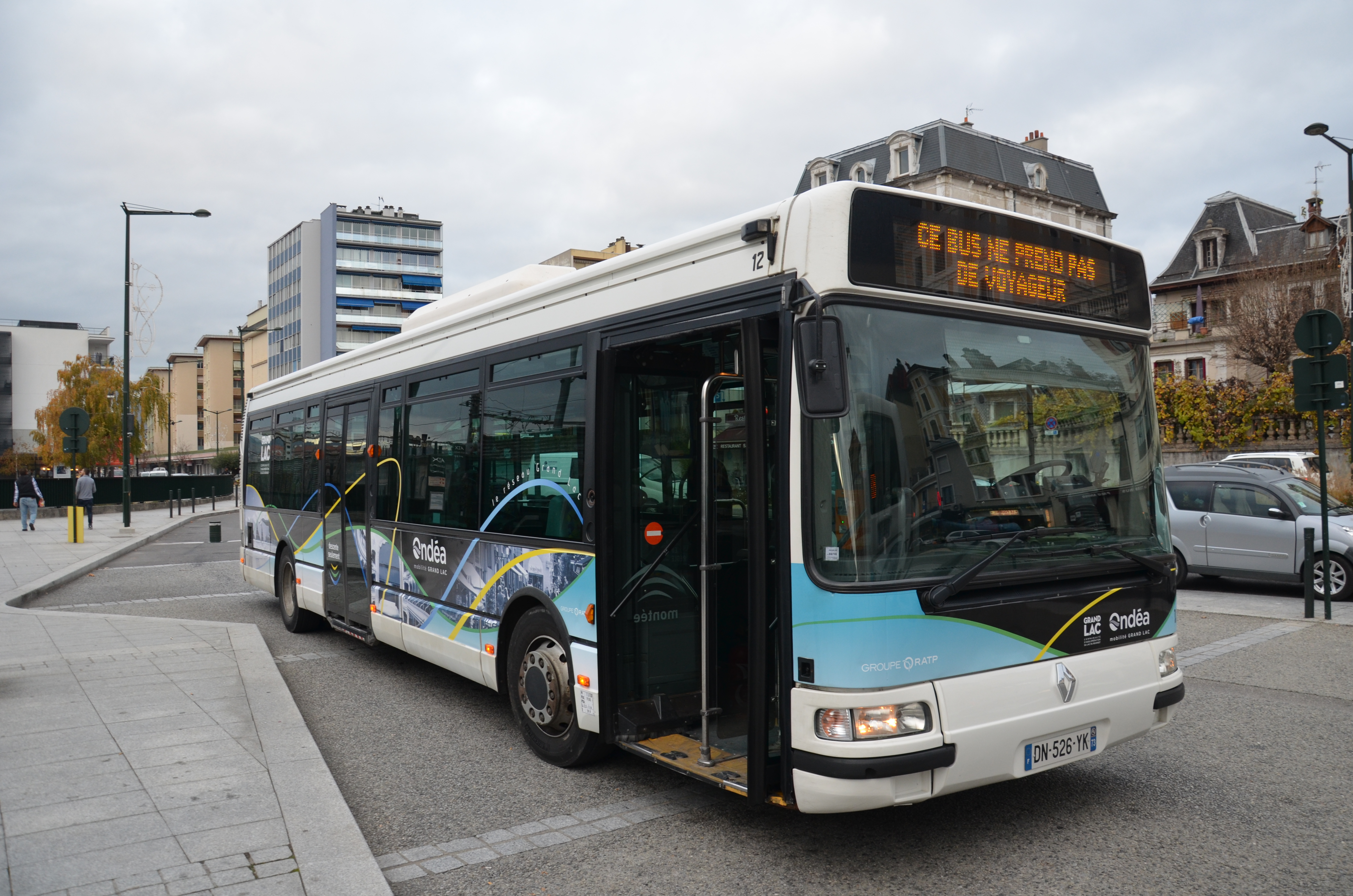
Vue sur l’avant droit.
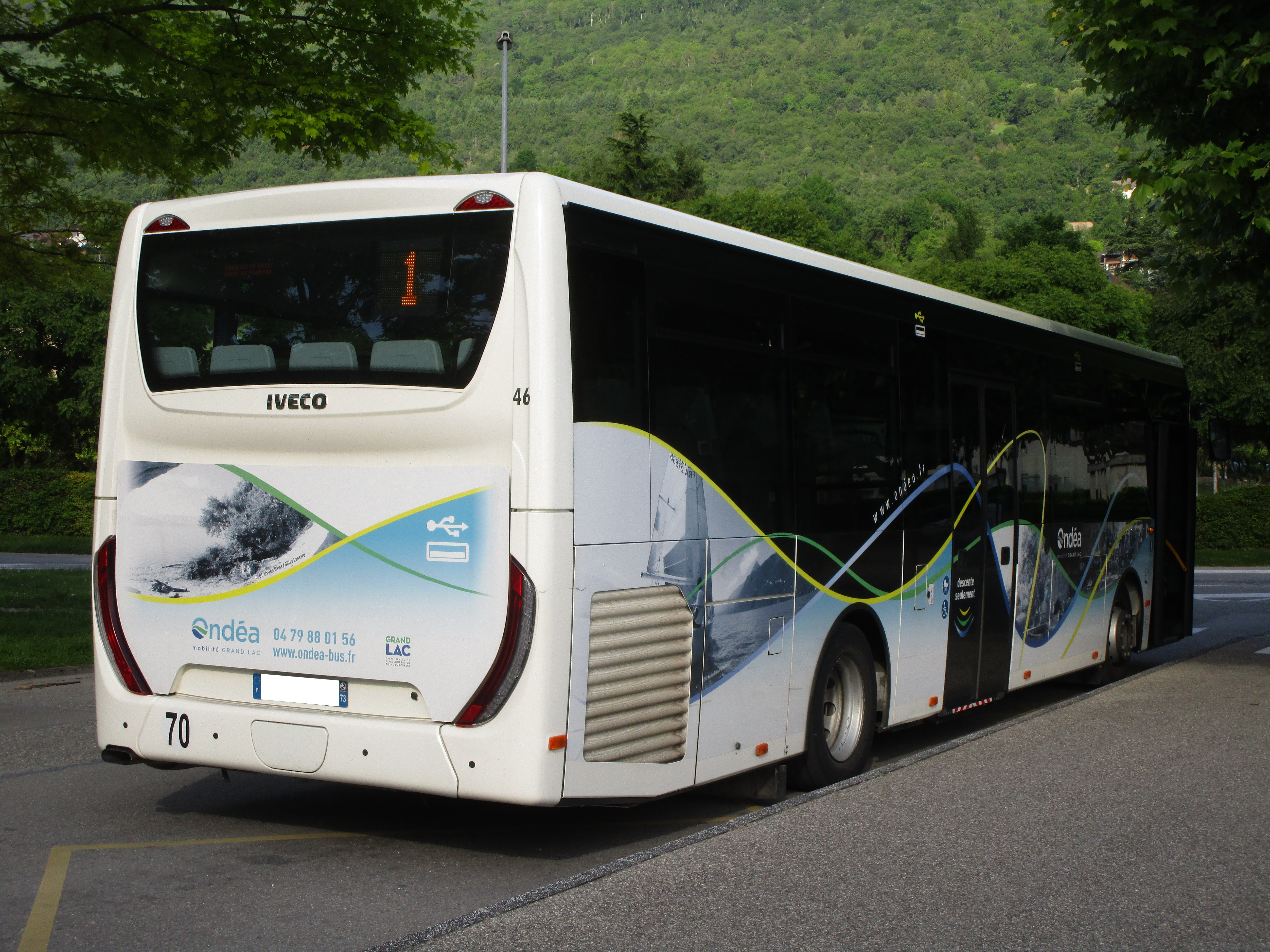
Vue sur l’avant gauche.
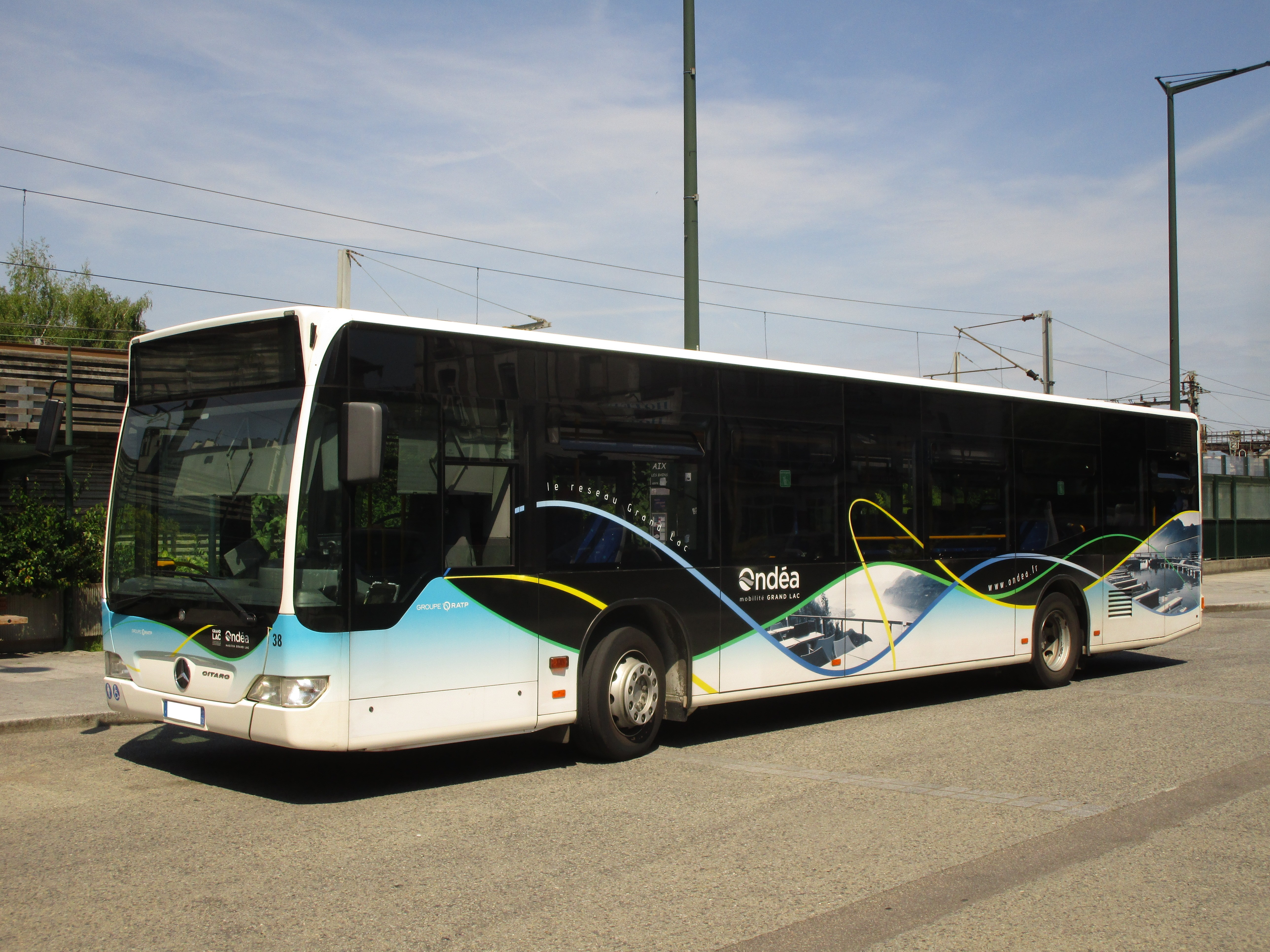
Vue sur l’avant gauche.
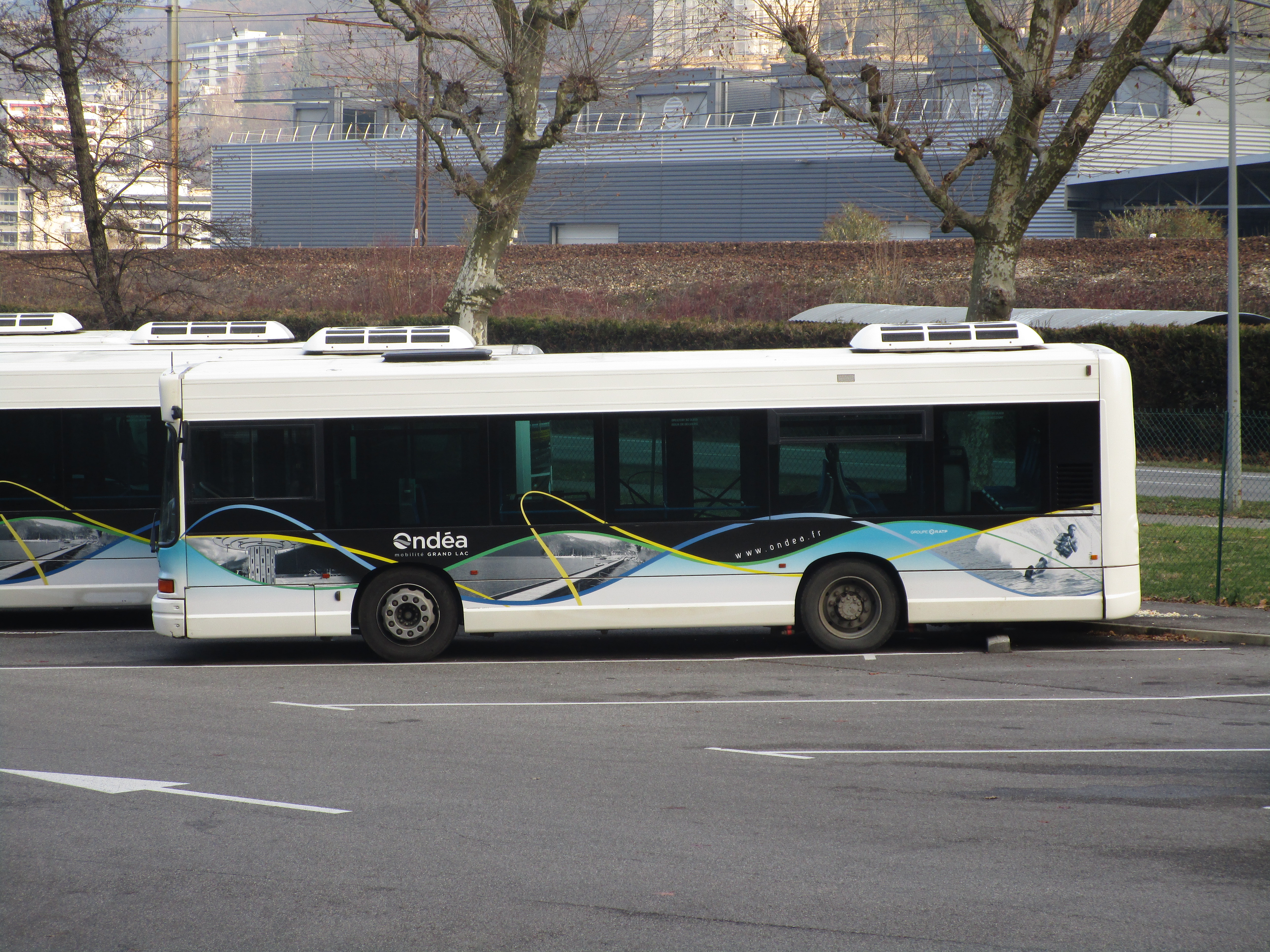
Vue sur le côté gauche.
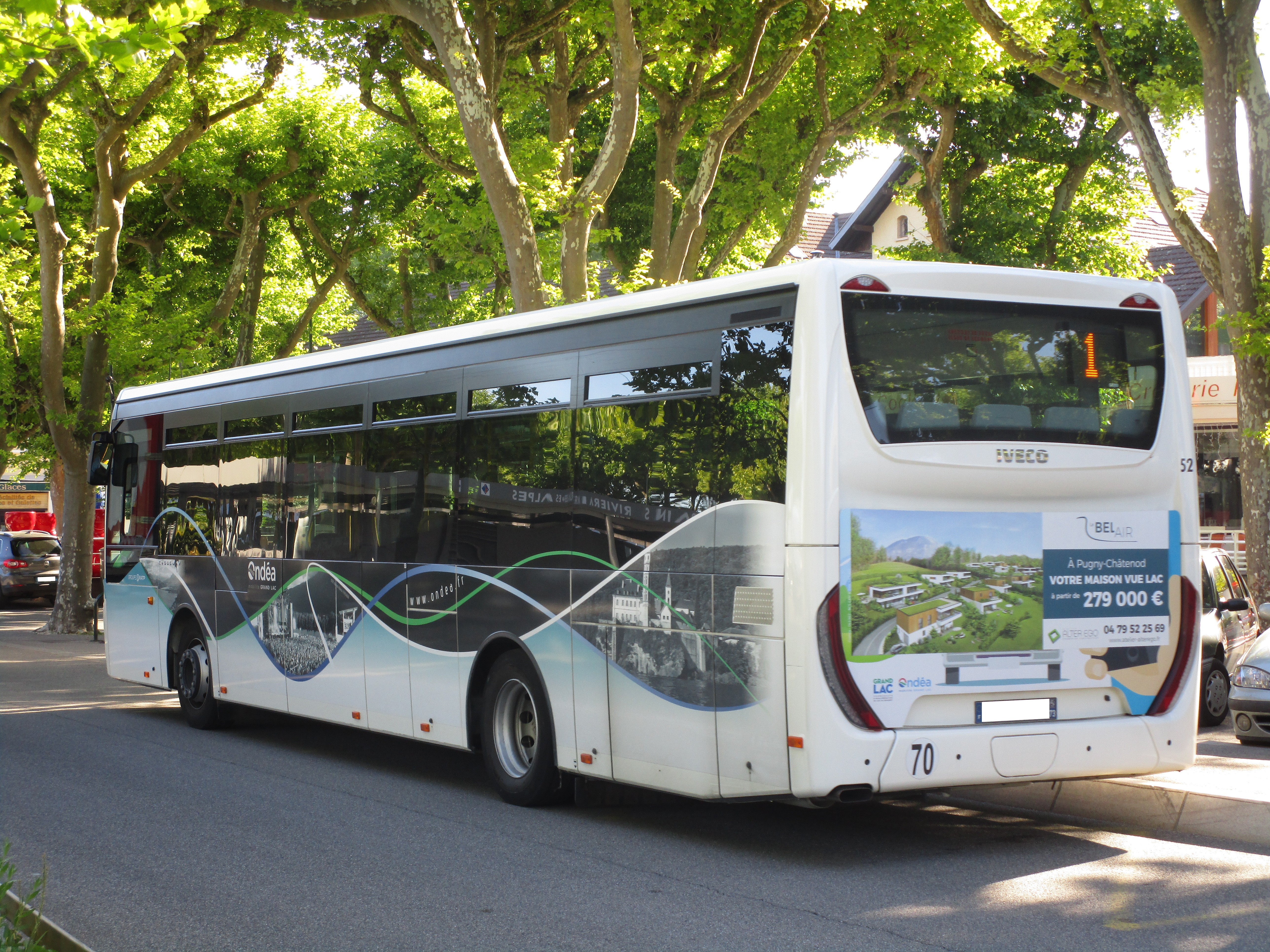
Vue sur l’arrière gauche.

En 2015, à la suite du changement d’exploitant, la livrée est révisée. Le blanc disparait en grande partie au profit de photos de la ville d’Aix-les-Bains, séparé par des traits de couleur jaune, bleue et verte. Le logo est désormais placé, selon le type de véhicules, au-dessus ou à droite des roues avant.

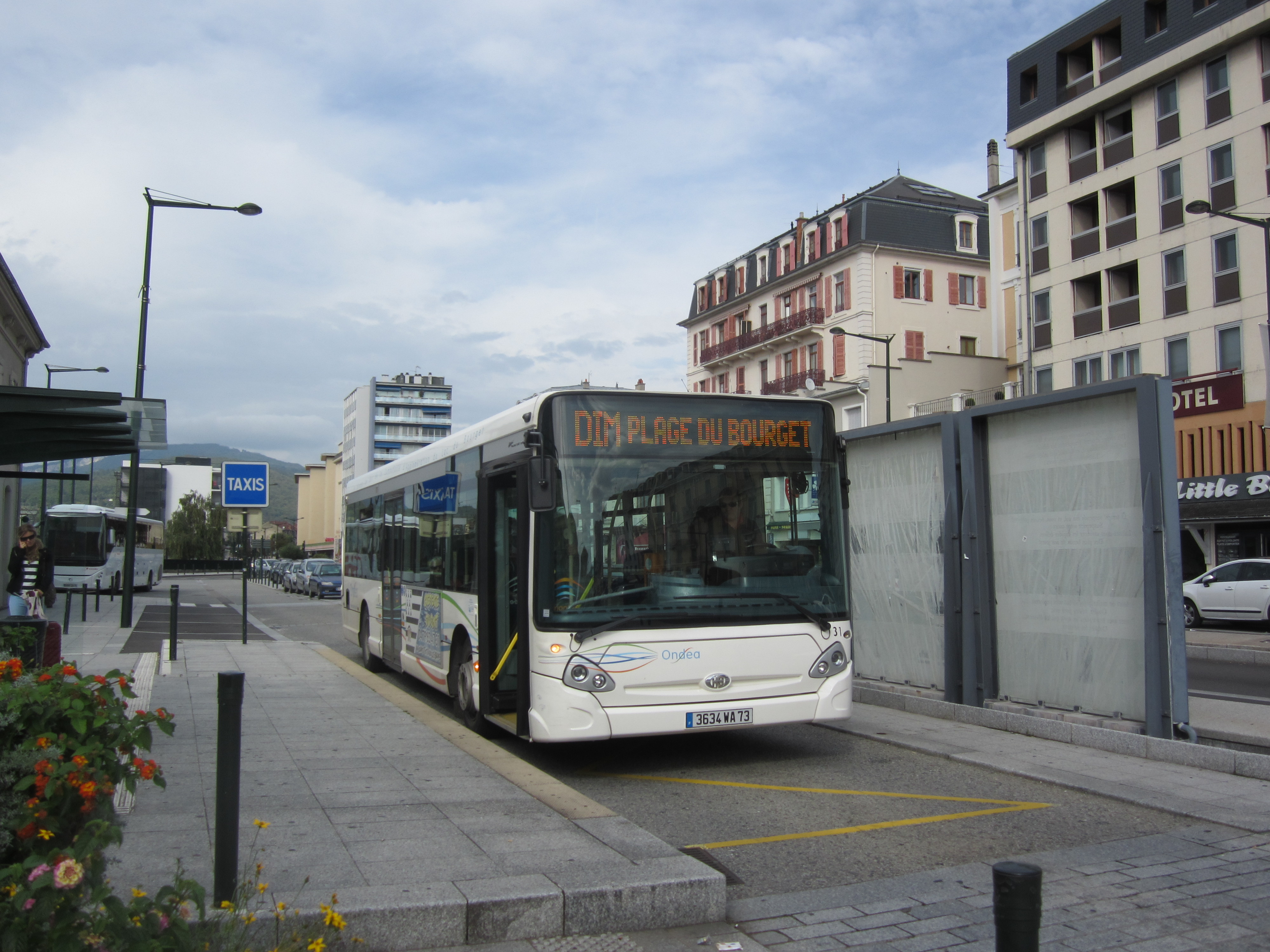
Vue sur l’avant droit.
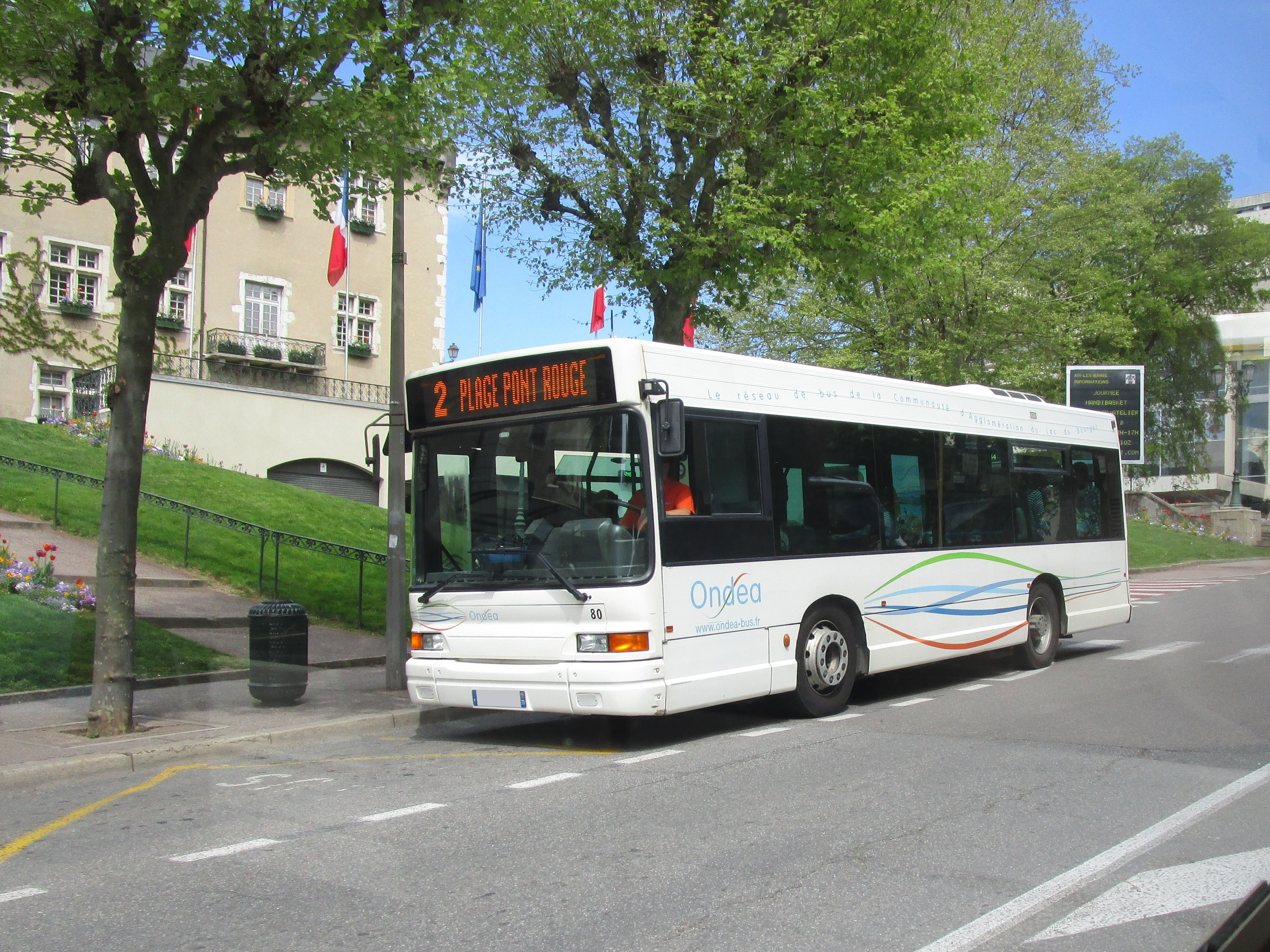
Vue sur l’arrière droit.
- Vue sur l’avant gauche.
- Vue sur le côté gauche.
- Vue sur l’arrière gauche.

Livrées particulières
À quelques occasions, les bus peuvent arborer une livrée différente de celles décrites ci-dessus. Ainsi, on remarque :
- en 1997, un Renault PR 112 arbore une livrée avec un "timbre géant" sur le côté gauche.
- en 2016, un Iveco Urbanway Hybrid en essai sur le réseau Ondéa arbore une livrée grise avec plusieurs traits blancs et argentés ainsi que le mot « Exaltation » écrit à la verticale sur les côtés.

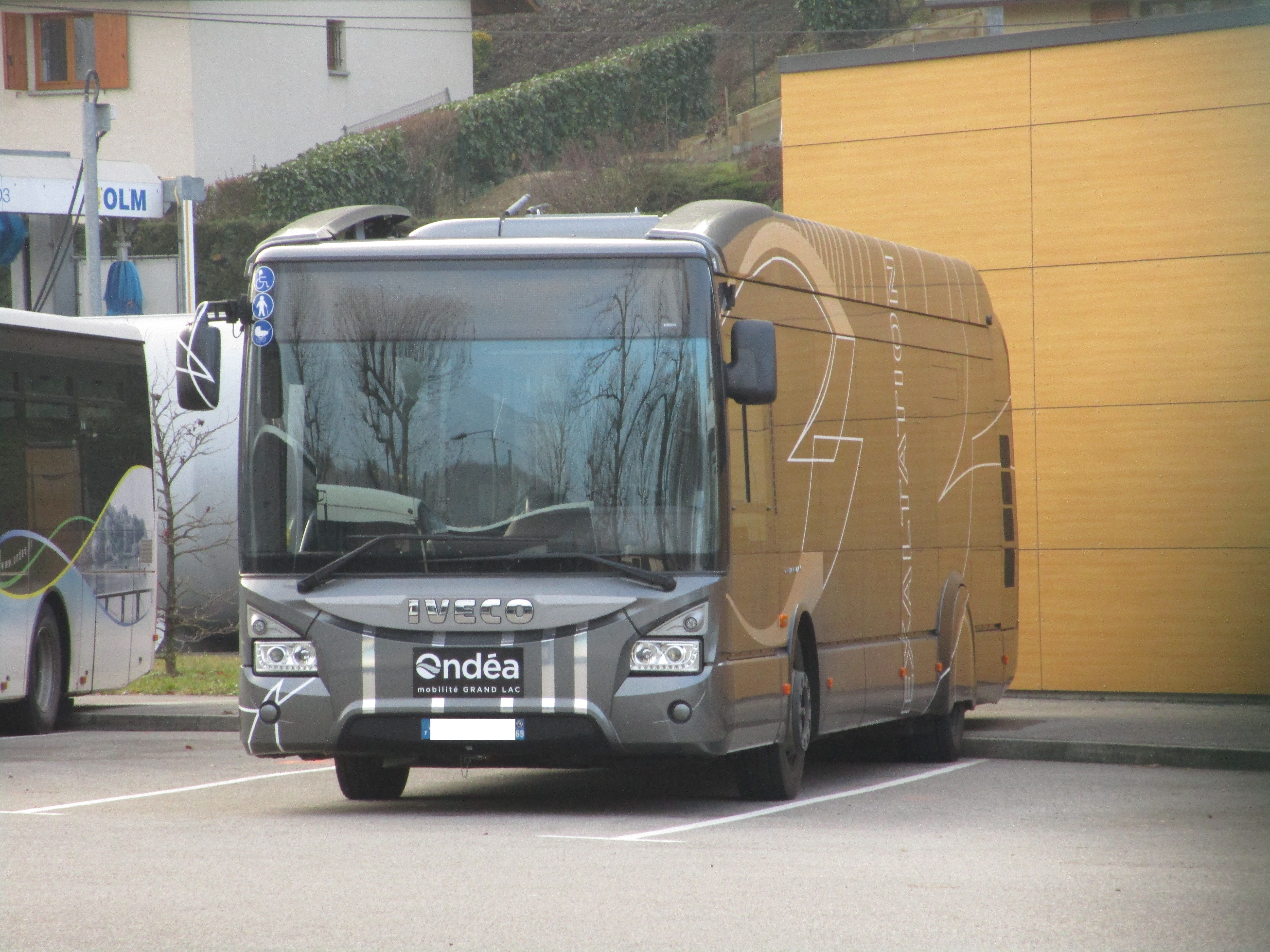
L’Urbanway Hybrid en essai en 2016.

## Exploitation

### État de parc
En 2012, le réseau Ondéa était exploité à l’aide d’un parc composés de 29 véhicules (18 standards, 10 midibus et 1 minibus) appartenant à la communauté d’agglomération du Lac du Bourget (CALB). Deux ans plus tard, en 2014, l’effectif du parc est identique et sa moyenne d’âge est de 11,38 ans.
En 2015, la communauté d’agglomération du Lac du Bourget met 28 bus à disposition de la Compagnie des transports du Lac du Bourget, qui affrète également des cars auprès de sociétés privées (Voyages Loyet) afin d’assurer une partie des lignes de proximité et les services scolaires. Cette même année, l’acquisition de 5 véhicules neufs permet de faire baisser la moyenne d’âge du parc à 7,3 ans.
Tous les véhicules arborent tous une livrée similaire et sont identifiés par un numéro de parc unique, indiqué à trois endroits sur l’extérieur : au-dessus de la porte avant, sous le pare-brise avant et au niveau de la vitre arrière.
En 2016, un véhicule hybride de démonstration a circulé sur le réseau. Il s’agissait d’un Iveco Urbanway 12 Hybrid, prêtée à la Compagnie des transports du Lac du Bourget entre décembre 2016 et janvier 2017.

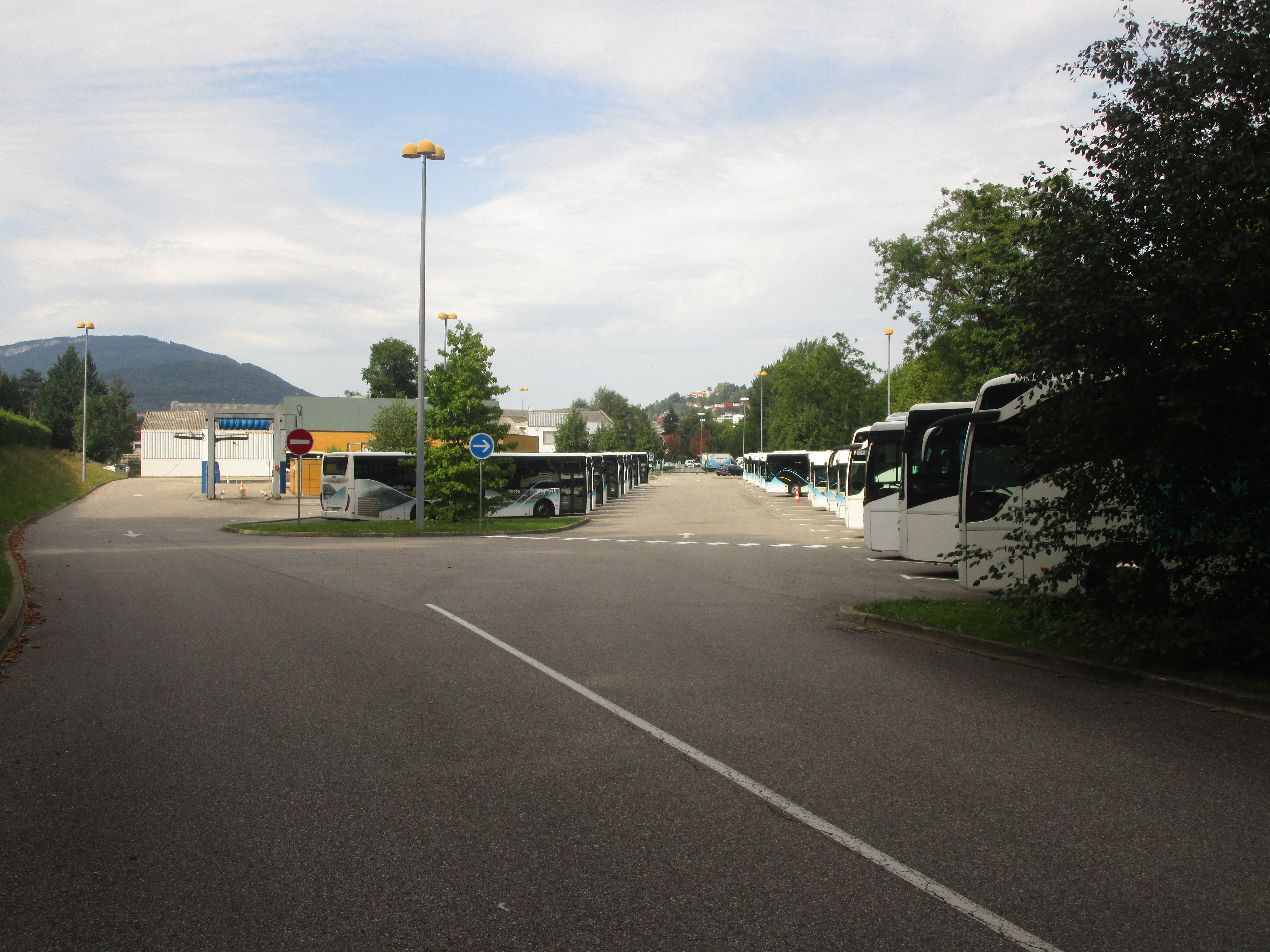
Le dépôt Ondéa à Aix-les-Bains en 8 2017.

### Dépôts
Les bus du réseau sont entreposés dans un dépôt, fourni par la communauté d’agglomération, avec des véhicules affectés à d’autres réseaux délégués au groupe RATP Dev. Situé à côté du siège de Grand Lac et desservi par la ligne 20, le dépôt est situé au 1700 Boulevard Lepic, à Aix-les-Bains (45° 40′ 46″ N, 5° 54′ 17″ E). Capable d’accueillir une cinquantaine d’autocars, il dispose d’un atelier technique pouvant abriter jusqu’à trois véhicules articulés simultanément pour l’entretien et la réparation des bus, d’une station de lavage et d’une station service.
Les bureaux de la société chargée de l’exploitation du réseau Ondéa, la Compagnie des transports du Lac du Bourget, sont également présents dans l’enceinte du dépôt.
Les véhicules utilisés sur les lignes sous-traitées à d’autres compagnies sont stationnées dans les dépôts de ces dernières, c’est-à-dire:
- au 299 Route d’Orly à Albens[12] (45° 46′ 54″ N, 5° 56′ 59″ E) pour la compagnie Voyages Loyet.

### Sécurité
Conformément à la législation en vigueur, l’ensemble du parc est soumis à un contrôle technique, effectué par un centre indépendant et reconnu, valable 6 mois. Au cours de cette visite, tous les éléments de sécurité ainsi que l’arrimage des sièges et la motorisation sont vérifiés.
La position des véhicules est retransmise par GPS, grâce au Système d’Aide à l’Exploitation et à l’Information Voyageurs (SAEIV), au centre d’exploitation où une équipe est chargé de s’assurer de l’absence de problèmes sur le réseau. Les véhicules sont également équipés d’émetteur-récepteur permettant aux conducteurs d’être informés des perturbations sur le réseau et de communiquer avec le centre d’exploitation.

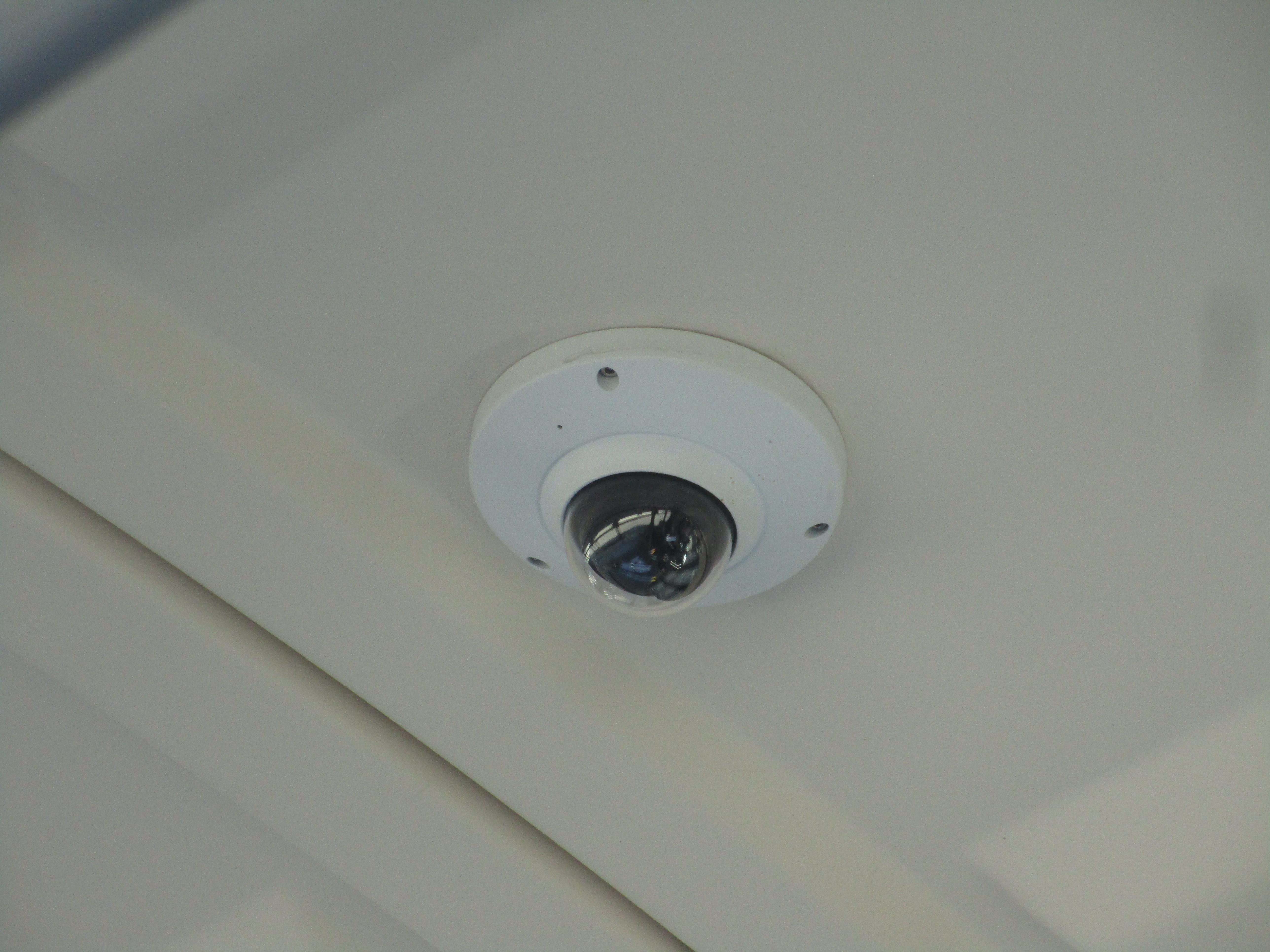
Une caméra de vidéosurveillance.

Les bus sont également équipés, depuis 2002, de caméras de vidéosurveillance. Leur nombre varie selon le type de véhicules (2 dans les minibus et midibus et 3 dans les standards), mais leur disposition reste sensiblement la même dans tous : une première caméra, à infrarouge, est située au-dessus du poste de conduite et permet de surveiller la porte avant. Une seconde est installée sous (ou devant) le bandeau lumineux pour l’information aux voyageurs, et une troisième est installée au-niveau de la porte centrale. Cette configuration permet de couvrir l’ensemble du bus et de pouvoir vérifier toutes les portes.
Les portes sont dotées de nombreuses sécurités. En effet, chacune d’elles est dotée de bords sensibles, capable de remarquer la présence d’un corps étranger entre les battants et d’entraîner un phénomène de réversion, c’est-à-dire la réouverture des portes. Les véhicules sont également équipés d’un détecteur, situé au-dessus des portes, capable de déceler une présence par infrarouge et destiné à vérifier la présence d’un individu trop près des portes au moment de leur ouverture/fermeture. En cas d’anomalie, le système enclenche la réouverture des portes. Des capteurs sont également installés afin de vérifier la bonne fermeture des portes arrière : si l’une d’elles est mal fermée, le véhicule ne peut pas démarrer. L’ouverture de la porte avant n’empêche pas de faire partir le bus, mais elle est programmée pour se fermer automatiquement après 5 secondes. Enfin, en cas de problème empêchant l’ouverture des battants depuis l’intérieur, deux mécanismes, l’un à l’extérieur et l’autre à l’intérieur, sont installés à proximité de chaque portes et permettent de déclencher la décompression, c’est-à-dire le fait de vider les réserves d’air comprimé, rendant ainsi les battants inertes.
Tous les bus sont équipés de marteaux brise-vitre situés le plus souvent derrière le conducteur ou, dans certains véhicules, au niveau des baies latérales. Conformément à la législation en vigueur, au moins cinq vitres latérales et le pare-brise arrière des véhicules, signalés par la mention « Issue de secours », peuvent être brisés afin d’évacuer le bus en cas d’urgence (incendie, accident, ...).

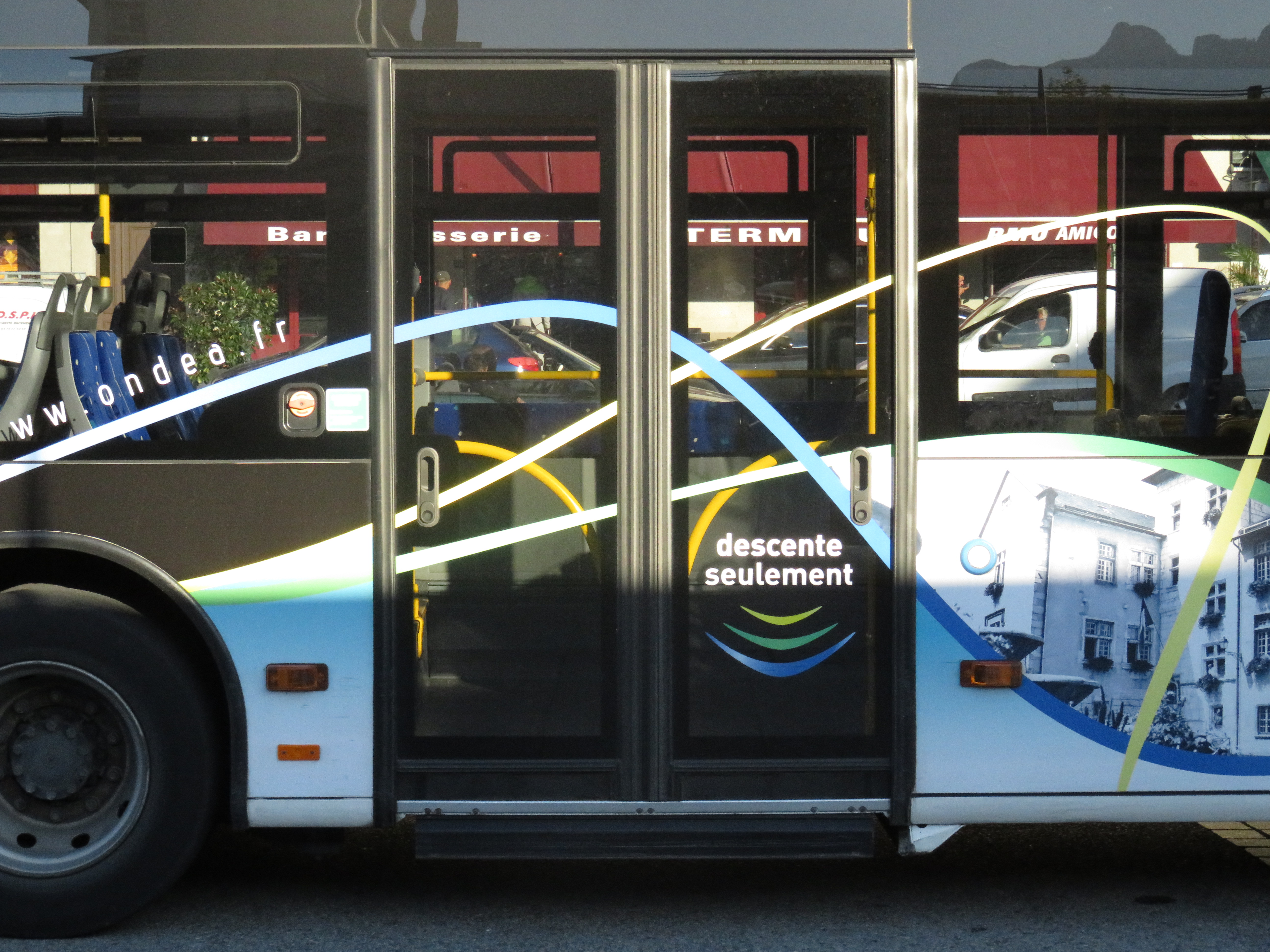
Des portes dotées de bords sensibles.
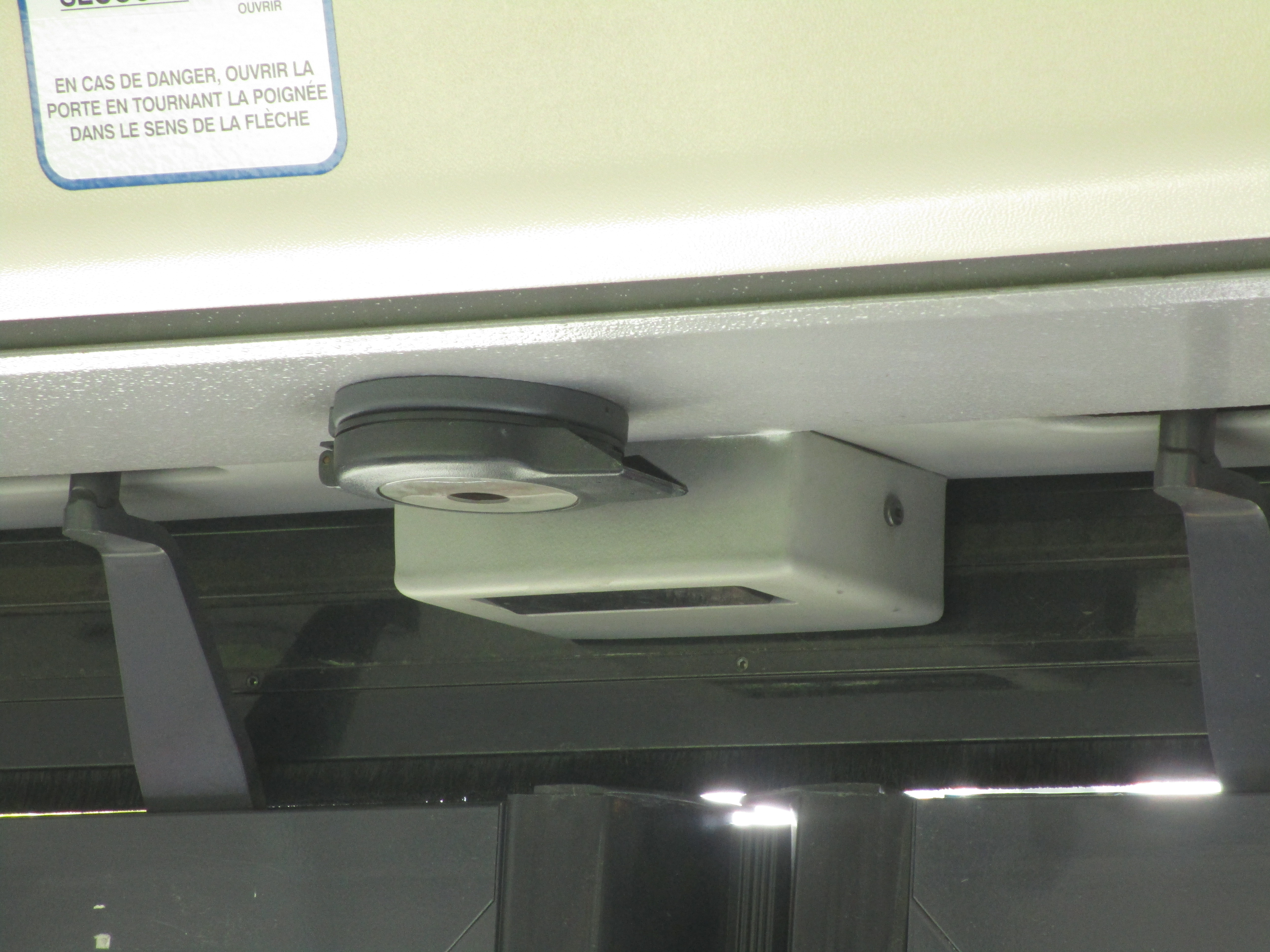
Une cellule détectrice (à l’arrière) et l’ouverture de secours des portes.
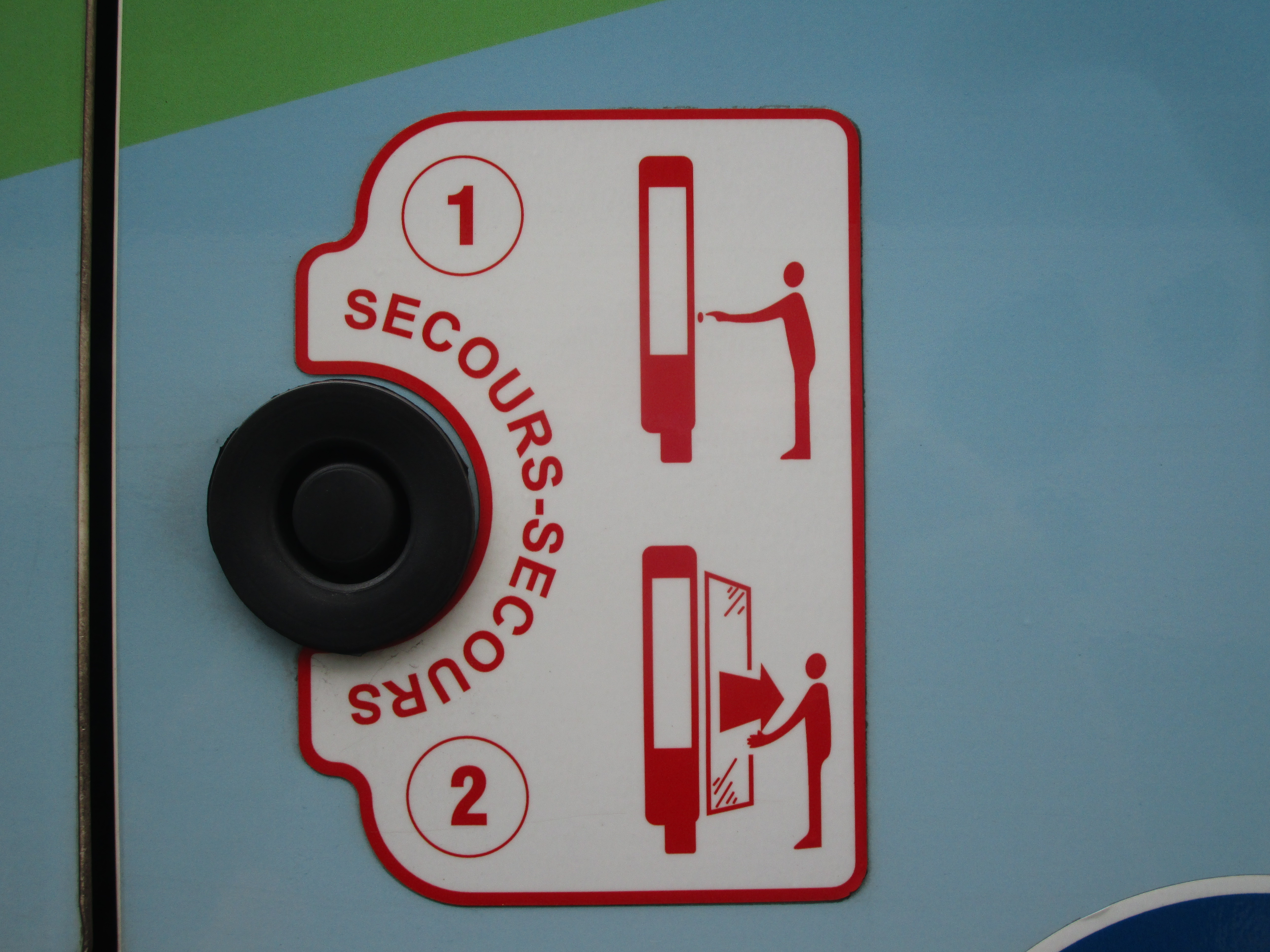
Le système d’ouverture de secours des portes (extérieur).
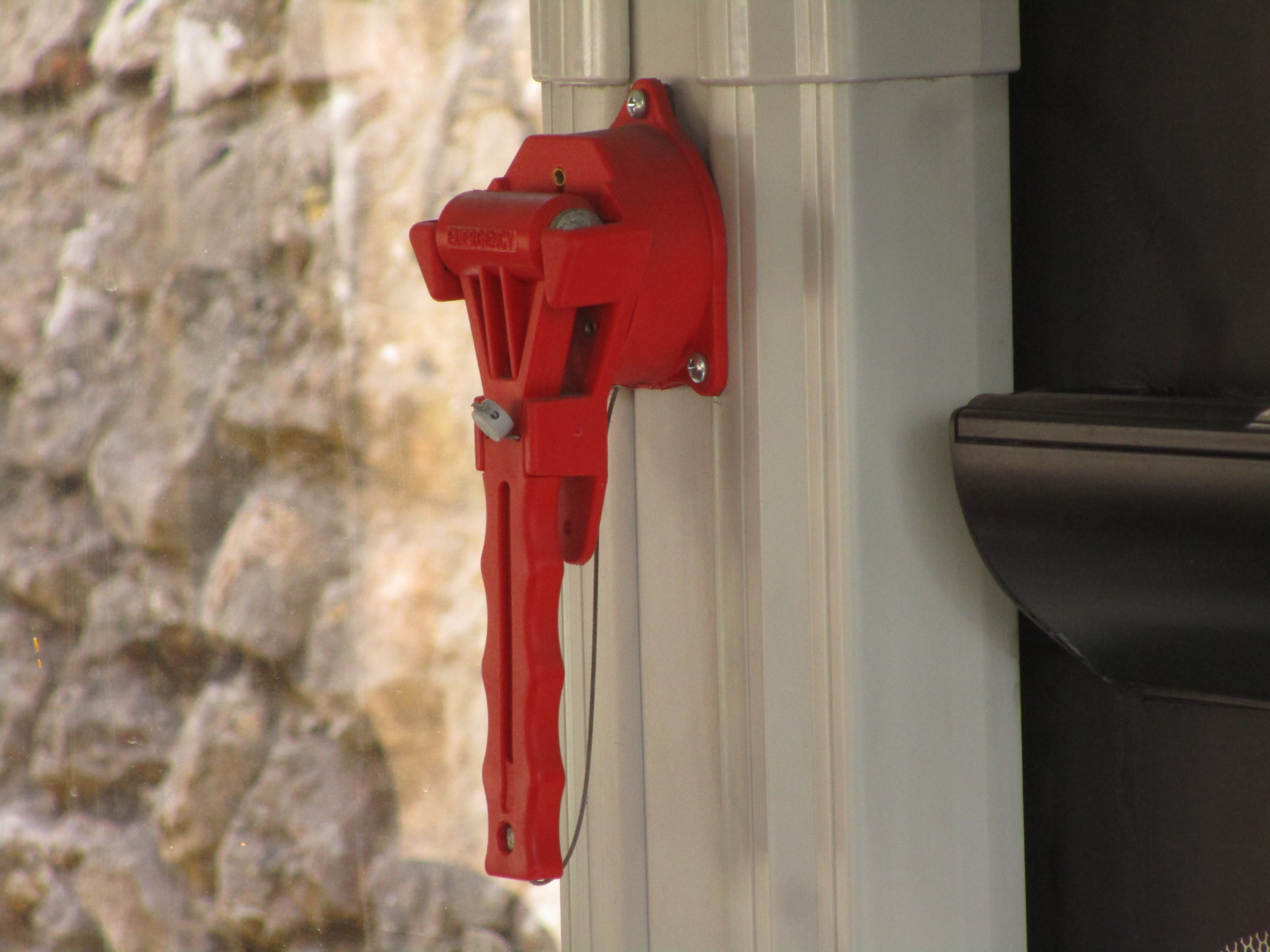
Un marteau brise-vitre.

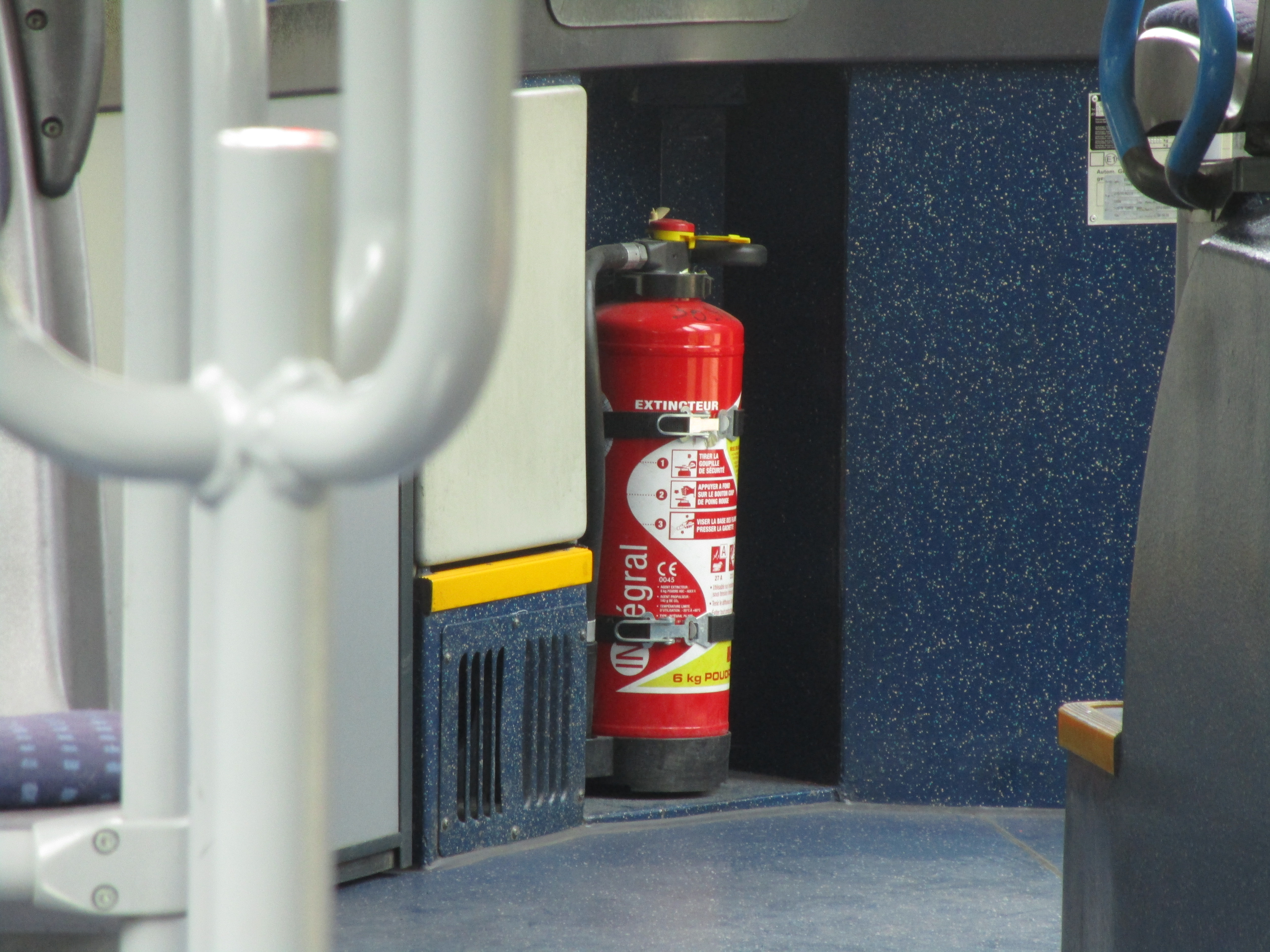
Un extincteur.

Ils sont également dotés de moyens de lutte contre l’incendie, notamment un extincteur, qui est situé au niveau de la porte avant.
Les portillons sont dotés d’une alarme, qui sonne si celui-ci n’est pas ou mal fermé.
Enfin, en raison de la région considérée comme montagneuse, les bus doivent être équipés d’un double ralentisseur. En revanche, étant donné que les véhicules ne circulent que sur un réseau urbain, ils n’ont pas à être équipés d’un chronotachygraphe.

### Personnel d'exploitation
En 2012, soit deux ans avant l’échéance du contrat d’exploitation du réseau, la société Keolis Aix-les-Bains embauche 51 salariés en équivalent temps plein (ETP). Lors du changement de délégataire en 2014, la Compagnie des transports du Lac du Bourget se dote d’un salarié de plus, augmentant son effectif à 52 personnes, dont 42 conducteurs-receveurs.
Les derniers chiffres actuellement disponibles, c’est-à-dire ceux de 2015, indique que 51 agents sont employés par la CTLB pour assurer le bon fonctionnement du réseau, et le nombre de conducteurs-receveurs restent inchangés par rapport à l’année précédente.

### Tarification et financement

#### Points de vente
Tarification en vigueur depuis août 2016
Ondéa dispose encore d’abonnement papiers. Par conséquent, la carte OùRA!, qui permet de se déplacer sur tous les réseaux de l’ancienne région Rhône-Alpes acceptant ce titre de transport, n’est pas accepté à bord des bus du réseau.
Tickets

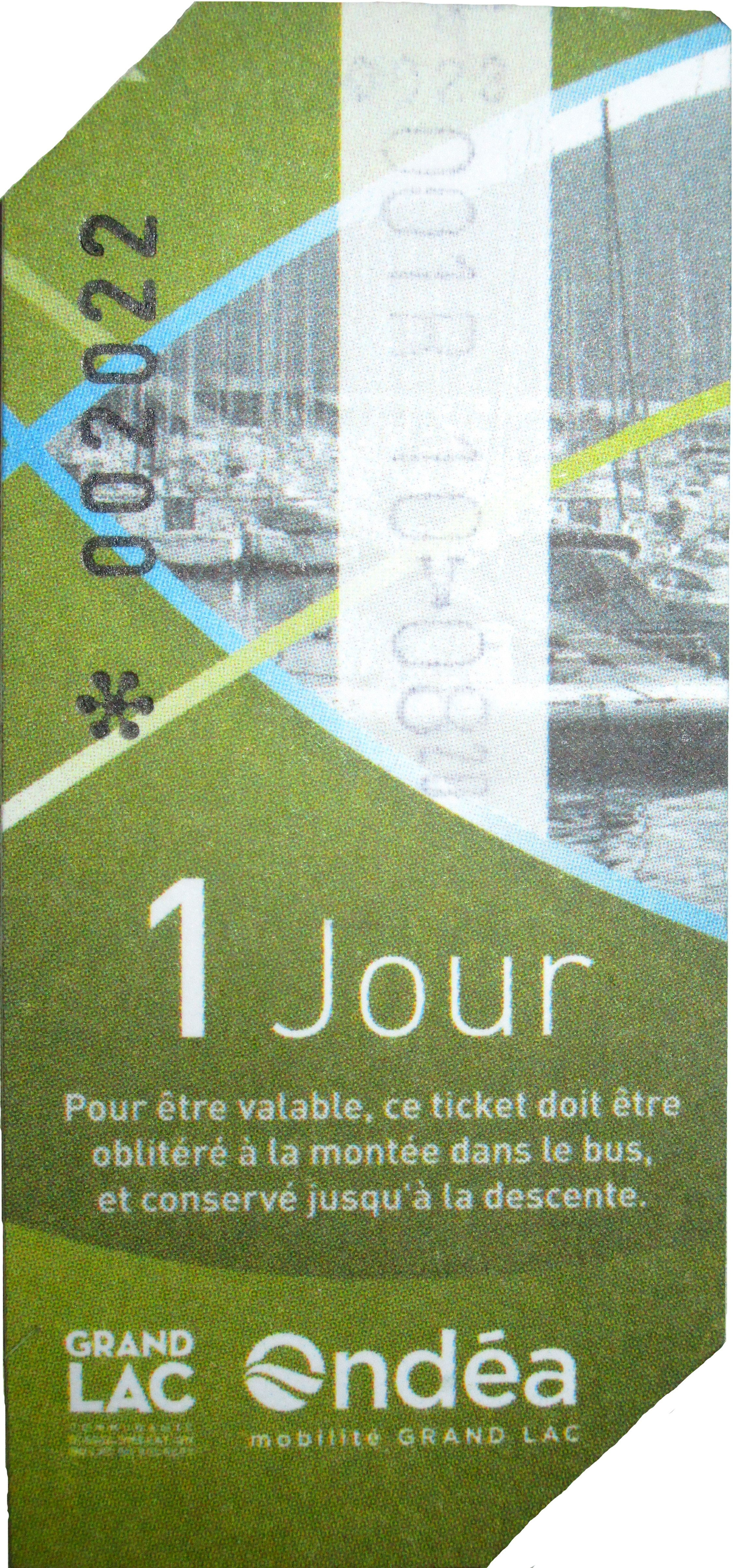
Un ancien ticket 1 Jour.(2015)

Les tickets 1 Voyage (ticket à l’unité), vendus au prix de 1,30 € permet, dans la limite d’une heure après la date de première validation, de se déplacer pour sur l’ensemble du réseau. Les correspondances sont autorisées, mais les allers-retours interdits. Les tickets 1 Jour sont valables pour une journée à compter de la première validation, et permettent de se déplacer de façon illimitée sur tout le réseau. Ils sont nominatifs et le nom de l’utilisateur doit être inscrit dessus.
Abonnements
Titres multimodaux
Agence commerciale

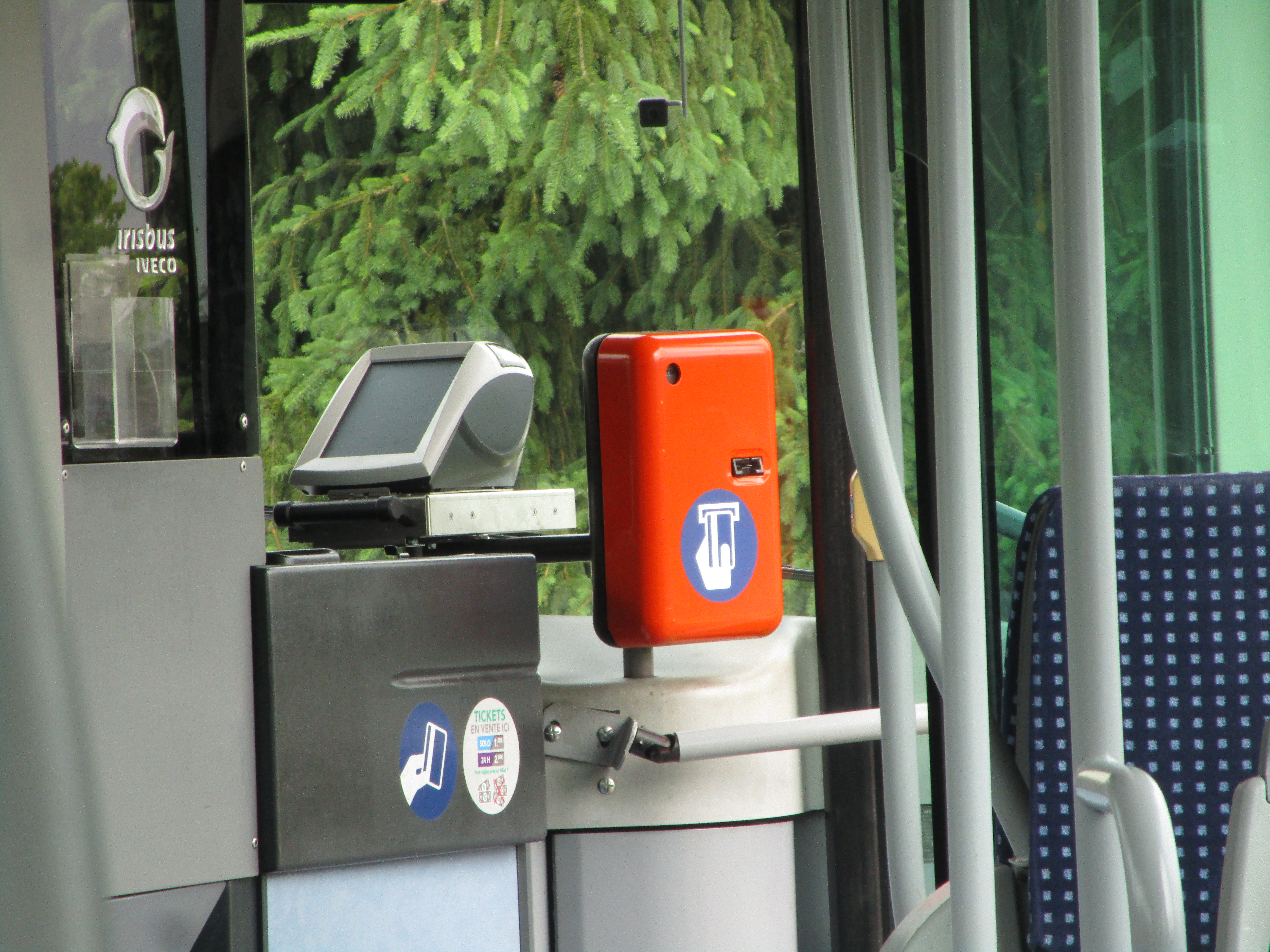
Un composteur similaire à ceux installés à bord des bus Ondéa.

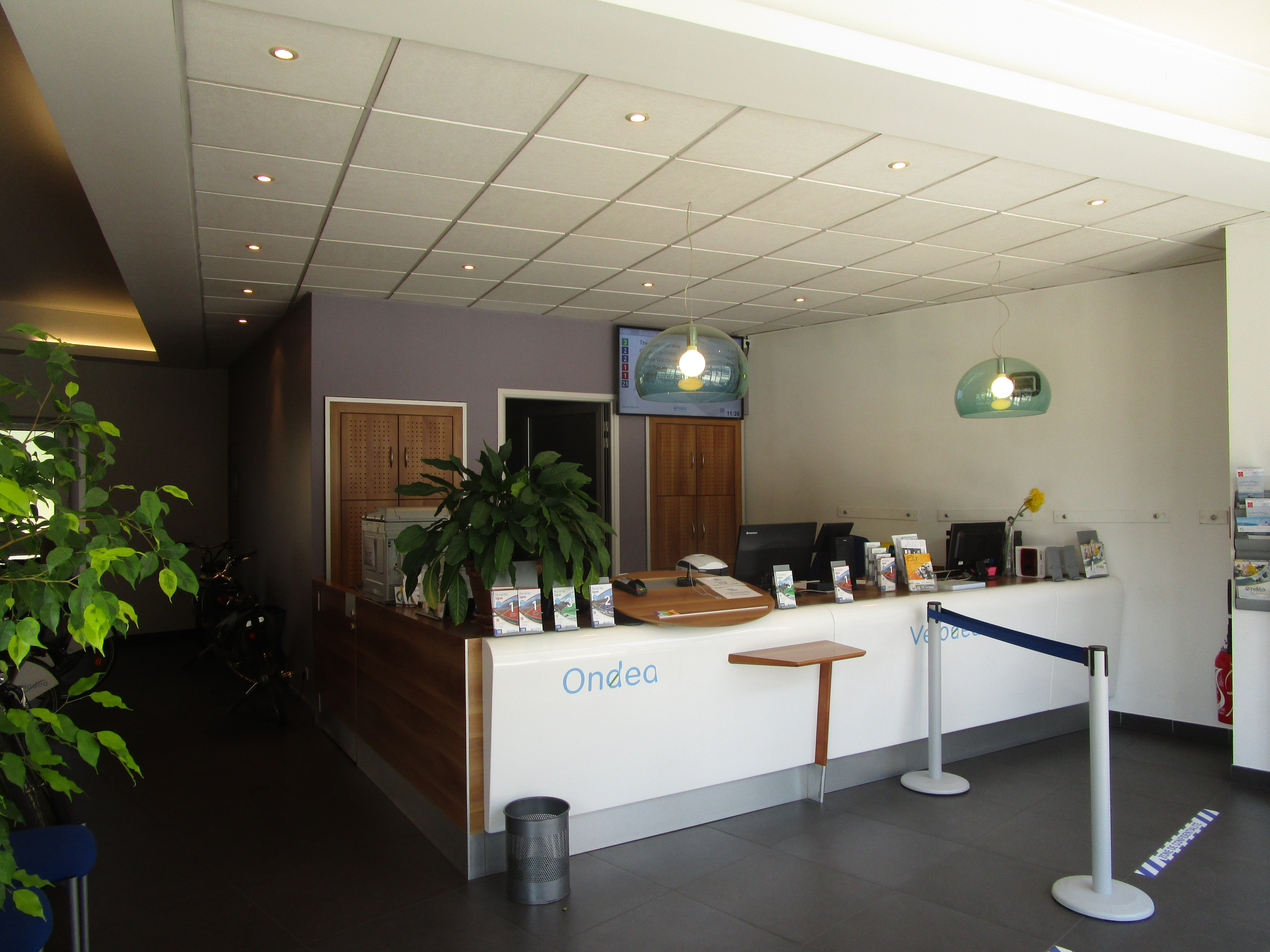
L’intérieur de l’Espace Ondéa en mai 2017.

Le principal point de vente est l’Agence Mobilités Ondéa Grand Lac, située à la gare d’Aix-les-Bains-Le Revard, sur le boulevard Wilson (45° 41′ 19″ N, 5° 54′ 34″ E), et ouverte du lundi au samedi.
Les usagers peuvent y acheter leurs titres de transports (tickets à l’unité ou par lot de 10, abonnements) et y demander des renseignements sur les services proposés (Mobéa, Vélodéa). Ils y trouvent également le plan général du réseau, les informations trafic et les fiches horaires de toutes les lignes
Points Bus
En 2023, 16 points de vente partenaires, situés dans sept des trente-deux communes desservies (bar-tabac et commerces), complètent l’offre aux usagers. Ils sont répartis comme indiqué dans le tableau ci-dessous :
| Nombre de Points Bus | Villes                                                                                             | Type                                         |
| -------------------- | -------------------------------------------------------------------------------------------------- | -------------------------------------------- |
| 10                   | Aix-les-Bains                                                                                      | 10 bureaux de tabac                          |
| 1                    | Brison-Saint-Innocent Drumettaz-Clarafond Grésy-sur-Aix Le Bourget-du-Lac Tresserve Viviers-du-Lac | 4 bureaux de tabac + 1 boulangeries + 1 café |

Dans ces Points Bus, l’usager peut acheter des tickets à l’unité ou par lot de 10.